# Jesus Sirach
| Lehr- bzw. Weisheitsbücher des Alten Testaments |
| --- |
| - Ijob (Hiob, Job) - Buch der Psalmen - Buch der Sprichwörter (Sprüche) - Kohelet (Prediger) - Hoheslied - Buch der Weisheit (katholisch und griech.-orthodox) - Jesus Sirach (Ecclesiasticus) (katholisch und griech.-orthodox) - Gebet des Manasse (griech.-orthodox) Namen nach dem ÖVBE. Pseudepigraphen der Septuaginta sind kursiv gesetzt. |

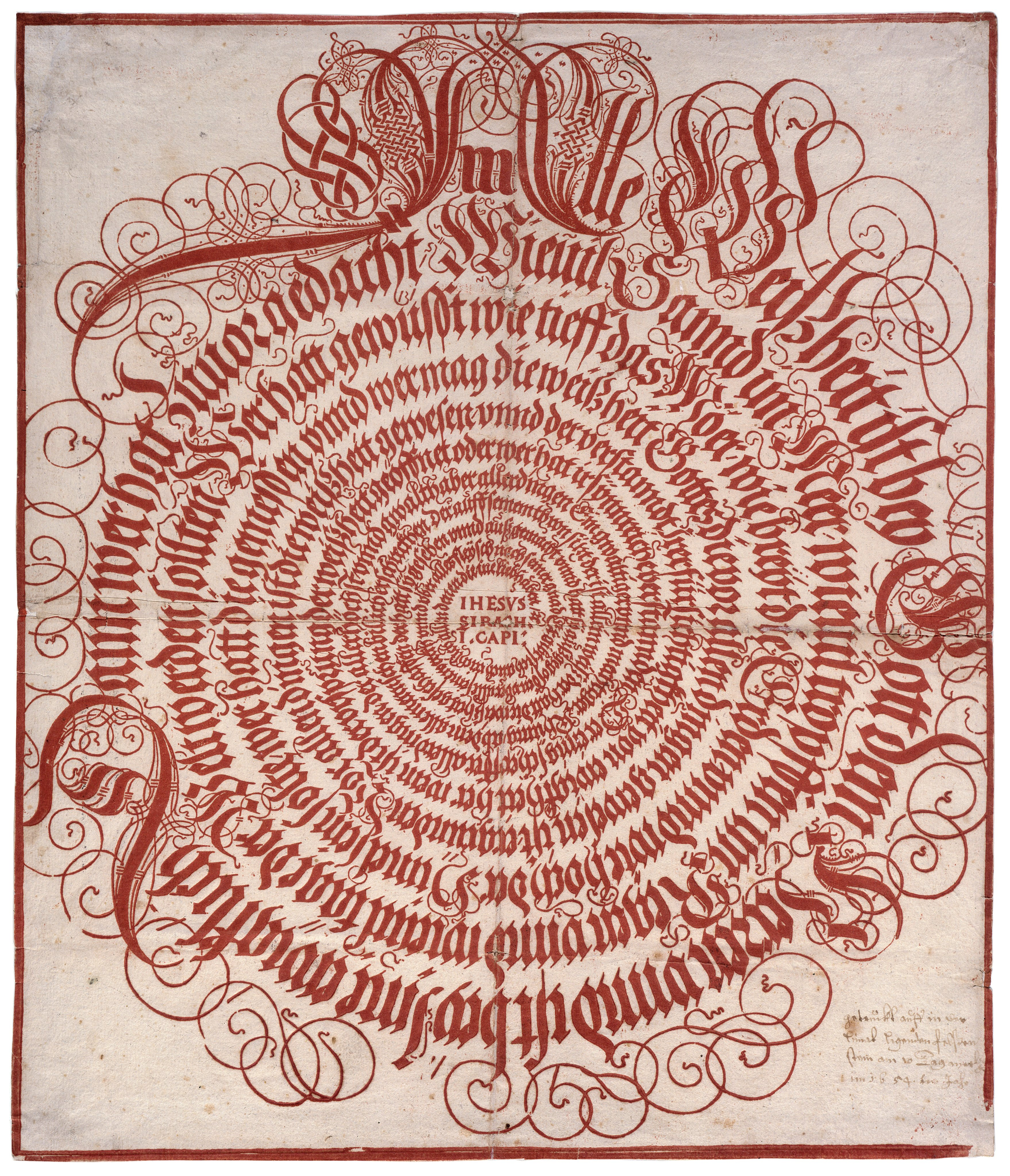
Der Beginn des Buches Jesus Sirach als Kalligraphie, 1654 (Zentralbibliothek Zürich)

Jesus Sirach (oder Ben Sira, der Siracide, das Sirachbuch, abgekürzt Sir) gehört zu den sogenannten Spätschriften des Alten Testaments. Das Buch ist nach seinem Autor benannt, der um 190/180 v. Chr. in Jerusalem die hebräische Urfassung niederschrieb.
Der Autor lebte in einer Welt, die vom Hellenismus geprägt war, und leitete ein jüdisches „Haus der Bildung“ (altgriechisch οἶκος παιδείας oikos paideias) nach dem Vorbild einer griechischen Philosophenschule. Seine Schrift ist wahrscheinlich aus diesem Unterricht erwachsen und daher eine Art Lehrbuch. Ben Sira präsentierte einen für die damalige Zeit modernen Gesamtentwurf der religiösen Traditionen Israels, er versuchte eine Verbindung von Tempelkult, Tora und Weisheit. Praktische Ratschläge nehmen breiten Raum ein, wobei kein anderer biblischer Autor so ausführlich auf die Themen Ehe, Familie und Freundschaft eingeht wie Ben Sira. Er vermittelte seinen Schülern auch eine gewisse Weltläufigkeit, die für ihre spätere Tätigkeit wünschenswert war; wohl deshalb erörterte er das angemessene Verhalten bei einem Symposion, Bildung durch Reisen oder den Nutzen der Medizin.
Um 130/120 v. Chr. verfasste der Enkel Ben Siras, der selbst anonym bleibt, in Alexandria eine Übersetzung ins Griechische. Damit beginnt eine Geschichte der Fortschreibungen des Sirachbuchs sowohl in hebräischer wie auch in griechischer Fassung. Das sind quasi erweiterte Neuauflagen, die mit einem Seitenblick auf die je andere Sprachversion entstanden sind. Das griechische Sirachbuch wurde in den breiten Traditionsstrom der Septuaginta aufgenommen. Das hebräische Sirachbuch dagegen gelangte nicht in den Kanon jüdischer heiliger Schriften und wurde in der Spätantike nicht weiter überliefert. Es war dann in mittelalterlichen jüdischen Gemeinden noch einmal im Umlauf, wohl aufgrund antiker Textfunde. Dann verschwand es wiederum und tauchte seit 1896 in Fragmenten in der Kairoer Geniza, später in Qumran und Masada wieder auf, allerdings unvollständig.
Das Sirachbuch ist ein Grenzgänger zwischen Religionen und Konfessionen: Obwohl es im Judentum nie als heilige Schrift galt, wurde im Talmud mit Ben Sira argumentiert, als wäre er ein Rabbi. Ben Sira stattete die Frau Weisheit mit Zügen der ägyptischen Gottheit Isis aus. Identifiziert mit Maria, wird sie in katholischer Frömmigkeit angerufen als „Mutter der schönen Liebe“. Im gleichen Zusammenhang wurden dem Sirachtext einige Pflanzen als Mariensymbole entnommen. Martin Luther entfernte das Sirachbuch aus dem Alten Testament und ordnete es unter die Apokryphen ein; aber im Luthertum wurde es im 16. und 17. Jahrhundert viel gelesen und inspirierte die Kirchenmusik. In der Spätantike und dann wieder in der Frühen Neuzeit war das Sirachbuch im Christentum eine Art Ratgeberliteratur.

## Buchtitel
Das Werk wird in der rabbinischen Literatur als „Buch Ben Sira“ (hebräisch ספר בן סירא ṣefer ben Ṣiraʾ) bezeichnet, in der Septuaginta als „Weisheit des Sirach“ (altgriechisch Σοφία Σιραχ Sophía Sirach) und in der Vulgata als (Liber) Ecclesiasticus, das „Kirchliche (Buch)“. Der erste Autor, der diesen lateinischen Titel bezeugte, war Cyprian von Karthago im 3. Jahrhundert. Der Gleichklang führt leicht zu Verwechslungen mit Ecclesiastes, dem Titel des Buchs Kohelet in der Vulgata.

## Verfasser, Entstehungszeit und -ort

### Ben Sira in Jerusalem
Der Verfassername wird in Sir 50,27 genannt, allerdings gibt es unterschiedliche Textüberlieferungen:
- „Schimon, der Sohn des Jeschua, der Sohn des Eleasar, der Sohn des Sira;“[3] (Hebräische Handschrift HB)
- „Jesus, der Sohn des Sirach, des Eleasar, des Jerusalemers.“[4] (Griechische Textüberlieferung der Septuaginta)

Darüber hinaus existieren weitere Varianten. Der Eigenname des Autors war also entweder Schimon/Simon oder Jeschua/Jesus. Wahrscheinlicher ist letzteres, da der Enkel (der es wissen sollte) ihn im Prolog schlicht als „mein Großvater Jesus“ bezeichnete. Johannes Marböck erwägt, dass der Name Schimon/Simon in der Handschrift HB aus dem Lob des Hohenpriesters Simon (Sir 50,1.14 ) versehentlich in die textlich benachbarte Buchunterschrift übernommen wurde. Da sowohl Jeschua als auch Schimon überaus häufige Namen waren, wurde der Autor durch den Zusatz Ben Sira eindeutig identifiziert. Das kann eine Herkunftsangabe sein (Jeschua aus dem Ort Sira) oder ein Patronym (Jeschua, Sohn des Sira), wobei Sira nicht unbedingt der Vater gewesen sein muss – es kann sich auch um einen früher lebenden Vorfahren handeln. Aus dem hebräischen Sira ist im griechischen Text ein Sirach geworden. Der Buchstabe Alef (א) am Ende des hebräischen Namens Sira wurde hörbar gesprochen (stimmloser glottaler Plosiv), und um das im Griechischen wiederzugeben, das einen solchen Laut nicht kennt, verwendete man den griechischen Buchstaben Chi (χ).

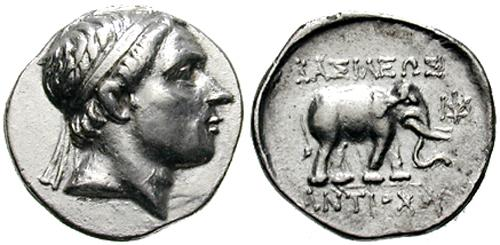
Drachme Antiochos’ III. mit Herrscherporträt (Vorderseite), Elefant (Rückseite). Münzstätte Nisibis, um 205–200 v. Chr.

Ben Sira lebte um die Wende des 3. zum 2. Jahrhundert v. Chr. in Jerusalem. Dort befand sich das religiöse Zentrum des Judentums. Für Ben Sira war der Jerusalemer Tempel der Mittelpunkt seines Weltmodells; als Zentrum hellenistisch-griechischer Kultur in der Region hatte jedoch die Stadt Gadara südöstlich des Sees Genezareth eine größere Ausstrahlung. Judäa gehörte im Ptolemäerreich zur Provinz Syria und Phoinike (Koilesyrien) und war innerhalb dieser Großprovinz eine eigene Verwaltungseinheit (Hyparchie). Sie bestand aus der Stadt Jerusalem und der Bevölkerung des Umlandes; die lokale Regierung übte der Hohepriester aus.
Nach der Schlacht bei Paneion um 200 v. Chr. ging die Oberherrschaft über Koilesyrien von den Ptolemäern auf die Seleukiden über. Bei seinem Einzug in Jerusalem traf Antiochos III. „auf proseleukidische Kreise, die dem Herrschaftswechsel längst vorgearbeitet hatten und zu denen nicht zuletzt die Angehörigen der hohenpriesterlichen Familie der Oniaden zählten.“ Er ordnete seine Beziehungen zu dem Ethnos (altgriechisch ἔθνος ethnos, dt. ungefähr „Volk, Stamm“) der Judäer, seinen neuen Untertanen, in folgender Weise: Zwar wurden die Judäer insgesamt als loyal eingeschätzt, aber nur „ihre Stadt“, nämlich Jerusalem, wurde belohnt. Den Judäern wurde gestattet, nach ihren traditionellen Gesetzen zu leben. Die seleukidische Regierung war aber nicht interessiert daran, was das inhaltlich bedeutete (ob diese traditionellen Gesetze die Tora bedeuteten, und wenn ja, in welcher Auslegung), solange der eigene Herrschaftsanspruch nicht tangiert war. Der Tempel war aus ihrer Sicht interessanter, weil der König sich durch Kultpatronage dazu in Beziehung setzen konnte. Antiochos III. zeigte seine Großzügigkeit und Frömmigkeit, wie es ihm als hellenistischem Herrscher zukam: er ließ auf seine Kosten am Tempel Reparaturarbeiten ausführen und Opfer darbringen. Außerdem gab es Steuererleichterungen für die Mitglieder des Rats und Gruppen, die in einer Beziehung zum Tempel standen, darunter die Tempelschreiber (altgriechisch γραμματεῖς τοῦ ἱεροῦ grammateĩs toũ hieroũ). Die seleukidische Regierung verstärkte mit diesen Maßnahmen eine bereits vorhandene Tendenz zu einem zentralistischen Tempelstaat. In der historischen Gestalt des Hohepriesters Simon II., der zu dieser Zeit amtierte, verbanden sich infolgedessen königliche und priesterliche Züge. Ben Sira, sein Zeitgenosse, ließ in seinem Buch die ganze Geschichte Israels auf diese Persönlichkeit zulaufen und erwies sich so als ausgesprochener Parteigänger der Oniaden.
Nach seiner Niederlage gegen die Römer in der Schlacht bei Magnesia 190 v. Chr. hatte Antiochos III. hohe Reparationszahlungen zu leisten. Entsprechend wurden die Untertanen des Seleukidenreichs finanziell unter Druck gesetzt; das traf auch Jerusalem. Noch härter war das Los der Landbevölkerung, die in Ben Siras Werk deshalb als arm, hungrig und verzweifelt charakterisiert wurde. Nach Meinung einiger Exegeten bezieht sich Ben Sira mit seinem Bittgebet für die Rettung Zions (Sir 36,1–22 ) auf diese historische Situation, dann wäre 190 v. Chr. ein Terminus post quem für die Abfassung des Werks. Terminus ante quem ist der Makkabäeraufstand während der Regierungszeit von Antiochos IV. Epiphanes, 167 v. Chr. Von den Spannungen zwischen Jerusalemer Befürwortern und Gegnern einer Hellenisierung, die sich dann im Aufstand entluden, ist bei Ben Sira nämlich noch nichts zu spüren. Über die Datierung des Sirachbuches herrscht weitgehender Konsens, und wegen der guten Datierbarkeit kommt dem Werk „die Rolle eines archimedischen Punktes der israelitisch-jüdischen Literaturgeschichte zu.“ Diese zuverlässige zeitliche Einordnung ermöglicht es auch, Ben Siras Werk als Quelle für die jüdische Kultur- und Religionsgeschichte in der hellenistischen Epoche zu nutzen.
Der Beliebtheit des Sirachbuchs in Jerusalem dürfte es geschadet haben, dass dort seit 173 v. Chr. nur noch Hohenpriester amtierten, die nicht zur Oniadenfamilie gehörten und deshalb auch keine Abstammung von der biblischen Priestergestalt Zadok behaupten konnten. „Das Ende der Zadokiden im hohenpriesterlichen Amt in Jerusalem führte dazu, dass die nicht hellenisierten zadokidischen Priester in die Wüste flohen, was wohl mit dem Ursprung der Qumrangemeinde … zu verbinden ist.“

### Ben Siras Enkel in Alexandria
Der Enkel Ben Siras war nach eigenen Angaben im 38. Regierungsjahr des Königs Euergetes (d. h. Ptolemaios VIII. Physkon), also um 132 v. Chr., nach Ägypten gezogen. Es ist üblich, diese Angabe so zu präzisieren, dass er sich in Alexandria aufhielt. Er übersetzte das Werk seines Großvaters ins Griechische, um es der großen jüdischen Diaspora zu erschließen, nämlich Lesern, „die in der Fremde begierig sind zu lernen, dass sie sich (ihre) Gesinnung (so) zurichten lassen, gesetzestreu zu leben.“ Über dieses Projekt gibt er in einem Prolog Rechenschaft. Er selbst bleibt anonym. Stilistisch unterscheidet sich der Prolog von der Übersetzung des Buches; der Verfasser präsentiert sich mit rhythmisch gestalteter Satzstruktur und rhetorischer Wortwahl selbstbewusst als gebildeter Redner und Literat.
Der Prolog des Enkels ist in der griechischen und lateinischen, aber nicht in der syrischen Version des Sirachbuchs enthalten. Er ist in dreifacher Hinsicht interessant: Er deutete an, dass sich zu seiner Zeit ein jüdischer Kanon heiliger Schriften herausbildete, der aus Tora, Prophetenbüchern und „übrigen Schriften“ bestand. Er verband, zweitens, ein Leben nach den Geboten der Tora mit einem hellenistischen Bildungsideal. Und er erkannte, dass die Übersetzung eines Werks vom Hebräischen ins Griechische wegen der Verschiedenheit der Sprachen eine anspruchsvolle Aufgabe ist.
Der Enkel ging mit dem Stoff selbständig um. Mehrfach passte er die Metaphorik, die bei Ben Sira ländliches Gepräge hat, seiner städtischen Lebenswelt an. Diese „kulturelle Übersetzung“ kann man beispielsweise in Sir 3,9 erkennen:
- Hebräischer Text, hier zitiert nach der unrevidierten Einheitsübersetzung (1980): „Der Segen des Vaters festigt die Wurzel, doch der Fluch der Mutter reißt die junge Pflanze aus.“
- Griechischer Text, zitiert nach der revidierten Einheitsübersetzung (2016): „Denn der Segen des Vaters festigt die Häuser der Kinder, der Fluch der Mutter aber entwurzelt die Fundamente.“

Dem Enkel lag nicht das Manuskript seines Großvaters vor, sondern eine Abschrift, die Mängel aufwies. Er hatte manchmal Schwierigkeiten, dem Text einen Sinn abzugewinnen. „Wir verstehen daher, warum er für die Qualität seiner Übersetzung um Entschuldigung bat, und alles in allem ist diese Übersetzung gar nicht so schlecht.“
Die Übersetzung des Sirachbuches ins Griechische ist Teil eines reichen, nur in Fragmenten erhaltenen jüdisch-griechischen Literaturschaffens während der Ptolemäerzeit: die Exegeten Demetrios (vor 200 v. Chr.) und Aristobulos (Mitte 2. Jahrhundert v. Chr.), der Tragiker Ezechiel, der Historiker Eupolemos, der samaritanische Anonymus (Pseudo-Eupolemos) – vor allem aber der Aristeasbrief, der für die Übersetzung der Tora ins Griechische wirbt.

## Textüberlieferung

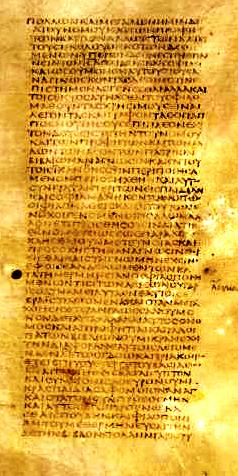
Prolog des Sirachbuchs (Codex Sinaiticus, ein Zeuge für die G-I-Version, fol. 160, 4. Jahrhundert n. Chr.)

Das Sirachbuch wurde also ursprünglich hebräisch verfasst. Es ist aber nur auf Griechisch vollständig erhalten. Seit der Arbeit des Enkels entwickelten sich beide Textversionen parallel zueinander, aber nicht unabhängig voneinander durch Fortschreibungen weiter. Es gibt daher einen griechischen Kurztext (G-I-Version) und einen griechischen Langtext (G-II-Version), aber auch einen hebräischen Kurztext (H-I-Version) und hebräischen Langtext (H-II-Version). Als Grundbestand des Buches gilt im Allgemeinen der hebräische Kurztext, sofern er von dem griechischen Kurztext bestätigt wird. Vereinfachend kann man die H-I-Version als das Werk Ben Siras, die G-I-Version als das Werk des Enkels ansehen.
Ein bemerkenswertes Phänomen ist das Verschwinden und Wiederauftauchen des hebräischen Sirachtextes. Schon in der Antike wurde die hebräische Version des Buchs anscheinend von der griechischen Übersetzung hinsichtlich Bekanntheit und Verbreitung „überlagert.“ Dadurch galt das Sirachbuch im Judentum als eines jener neuen, griechischen Bücher, die bei den Christen besonders beliebt waren. Es geriet an den Rand des Traditionsstroms und gelangte nicht in den jüdischen Kanon heiliger Schriften.
Der Weg, auf dem die hebräischen Sirachfragmente erhalten blieben, lässt sich so rekonstruieren:
- Das hebräische Sirachbuch gehörte zu der Literatur, die vor dem Jahr 70 n. Chr. in Höhlen am Toten Meer nahe Qumran deponiert wurde.
- Bis zum Ende des Jüdischen Krieges blieb die Festung Masada in der Hand der Aufständischen. Die Zeloten und ihre Familien richteten sich Wohnquartiere in der Kasemattenmauer ein. Jemand – vielleicht aus Jerusalem oder aus Qumran[26] kommend – brachte eine Schriftrolle mit dem Text des Sirachbuchs in eine dieser Behelfsunterkünfte.
- Um das Jahr 800 n. Chr. berichtete Timotheos I., der nestorianische Patriarch von Seleukia-Ktesiphon, in einem Brief, dass in der Nähe von Jericho „in einem Felsen ein Häuschen und darin viele Bücher“ entdeckt worden seien. Die Jerusalemer Juden „kamen in Menge heraus und fanden die Bücher des alten (Testaments) und andere in hebräischer Schrift.“[27] Unter diesen Schriftrollen vom Toten Meer befand sich anscheinend auch das hebräische Sirachbuch, das in der Folge in jüdischen Gemeinden kopiert und verbreitet wurde.[28] Saadja Gaon kannte diesen Text, denn er zitierte daraus (Sefer haGalui, 10. Jahrhundert n. Chr.). Mittelalterliche Abschriften des antiken hebräischen Sirachtextes wurden neben vielen anderen Texten in der Geniza der Ben-Esra-Synagoge in Kairo niedergelegt. Eine solche Vermutung könnte sehr spekulativ erscheinen, doch war unter den Texten der Kairoer Geniza auch die aus Qumran stammende Damaskusschrift, die eigentlich nur durch Fund eines antiken Textdepots ins mittelalterliche Kairo gelangt sein konnte.
- Nach dem 12. Jahrhundert verschwand der hebräische Sirachtext zum zweiten Mal, um erst seit 1896 wieder aufzutauchen.

Unter den alten Übersetzungen sind die ins Syrische und ins Lateinische von besonderer Bedeutung:
- Syrisch (Peschitta), 3./4. Jahrhundert n. Chr. Es handelt sich um eine Übersetzung aus dem Hebräischen unter Benutzung des griechischen Langtextes.[29] Allerdings gibt es bedeutende Abweichungen sowohl zu den hebräischen Textfragmenten als auch zur griechischen Handschriftentradition. Burkard Zapff kommt zu dem Ergebnis, dass es sich um eine interpretierende Übersetzung, ähnlich einem Targum, handle. Deshalb sei die syrische Übersetzung für die Rekonstruktion der hebräischen Textvorlage nur mit großer Vorsicht zu gebrauchen.[30]
- Lateinisch (Vetus Latina), Ende 2. Jahrhundert n. Chr. im christlichen Nordafrika.[31] Da Hieronymus im 4. Jahrhundert n. Chr. das Buch Jesus Sirach nicht übersetzte, ging dieser ältere lateinische Text – allerdings nicht unverändert[32] – in die Vulgata ein. Zugrunde liegt der griechische Langtext (G-II-Version), und zwar ohne Blattvertauschung. Der Vulgatatext ist die Version, in der das Sirachbuch im Mittelalter gelesen wurde.

## Gliederung des Buchs
„Das Buch […] mutet bisweilen an wie ein ‚Supermarkt‘ der Weisheit. Man kauft dort nichts, findet aber von allem etwas: eine bunte Mischung von Sprüchen, Sentenzen, Lobliedern, ethischen, liturgischen, historischen Betrachtungen […].“

Ben Sira verfasste sein Lehrbuch offenbar nicht in einem Zug, sondern nahm fertige weisheitliche und hymnische Texte, kombinierte sie mit kürzeren selbstverfassten Texten und edierte sie in mehreren Schüben. Oft wird eine Dreiteilung des Werks angenommen, wobei die Kleinteiligkeit der Sprichwort- und Sentenzenreihen im ersten und zweiten Hauptteil in einem deutlichen Gegensatz zu den Großkompositionen von Kapitel 24 einerseits und dem durchkomponierten dritten Hauptteil andererseits stehen. Autobiografische Notizen und Gebetstexte sind Gliederungssignale.
Die folgende Gliederung folgt einem Vorschlag von Johannes Marböck:
| 1. Teil, Kapitel 1–23                                            | 2. Teil, Kapitel 24,1–42,14                                                     | 3. Teil, Kapitel 42,15–51,30 |
| 1,1–10: Programmatische Eröffnung.                               | 24,1–22: Neueinsatz. Lobrede der Weisheit über sich selbst.                     | 42,15–43,33: Lobpreis der Herrlichkeit Gottes in der Schöpfung. 44,1–50,25: Lobpreis der Herrlichkeit Gottes in der Geschichte Israels (sogenanntes „Lob der Väter Israels“). |
| Gliedernde Elemente: Texte über den Wert der Suche nach Weisheit | Gliedernde Elemente: Texte über die Suche nach Gott, Gottesfurcht und Tora      | Gliedernde Elemente: Lobpreis und Bitte |
| Autobiografische Notiz: Sir 16,24–25 .                           | Autobiografische Notizen: Sir 24,30–33 ; Sir 33,16–19 ; Sir 39,12 ; Sir 39,32 . | Autobiografische Notizen: Sir 50,27 ; Sir 51,13–22.25.27 . |
| Abschluss: Gebet um Selbstbeherrschung                           | Abschluss: Unterscheidung von falscher und rechter Scham                        | Erste Unterschrift; Seligpreisung; Danklied; Akrostichon über die Suche nach Weisheit; zweite Unterschrift.                                                                   |

## Themen

### Ben Siras Lehrhaus
Ben Sira verstand sich als schriftgelehrter Weiser (hebräisch סוֹפֵר ṣofer, altgriechisch γραμματεύς grammateús). Das war damals ein neuer Beruf. Ein Bezug zu den von Antiochos III. privilegierten Tempelschreibern kann vermutet werden.
Sir 51,23  ist wahrscheinlich der älteste Beleg für einen jüdischen Schulbetrieb. Wie man sich das Lehrhaus Ben Siras vorstellen soll, ist Gegenstand der Diskussion. Marböck sieht darin „eine private Akademie des Weisen in seinem Haus.“ Eine Minderheit interpretiert das „Haus der Bildung“ (altgriechisch οἶκος παιδείας oĩkos paideías) als Metapher für das von Ben Sira verfasste Buch, dieses werde als ein besonderer, reservierter Raum des Studiums imaginiert. Die Schüler besaßen, wie aus den Anweisungen Ben Siras hervorgeht, eigene Sklaven, verfügten über Geld, hatten Muße und die Möglichkeit zu reisen. „Da es zudem um Themen wie richtiges Verhalten bei Gastmählern und bei Gericht geht, sprechen manche auch von einem ‚Karrieretraining‘ für junge Schreiber bzw. Weise.“

### Tradition und Inkulturation

#### Israel
Ben Siras Werk bietet eine Zusammenschau der Traditionen Israels, eine Art Kurzfassung der Hebräischen Bibel:
- Weisheit und Tora werden einander zugeordnet;
- der Weise sah sich in der Nachfolge der Propheten, wie sich besonders im Eintreten für das Recht der Armen zeigt (Sir 34,21–35,22);
- er präsentiert auf originelle Weise die Geschichte Israels als eine Reihe von Kurzporträts der bedeutenden Männer.

Das geschah vor dem Hintergrund, dass sich im Judentum der Kanon heiliger Schriften herauszubilden begann; zu Ben Siras Zeit war hier noch vieles im Fluss. Interessant ist, dass Ben Sira mit diesen Stoffen anders umgeht als die Gruppen, deren Literatur in Höhlen nahe Qumran deponiert wurde: Weder kommentierte er heilige Texte (Pescharim), noch legte er Zitatensammlungen (Florilegien) an. Stattdessen bot Ben Sira seinen Lesern „Schriftauslegung im Modus der Neudichtung.“

#### Ägypten
Die israelitische Weisheitsliteratur partizipierte stets an einem Kulturaustausch mit den Weisheitstraditionen des Alten Orients. Sie war international. Das ist auch bei Ben Sira erkennbar. Vergleichsmaterial zum Sirachbuch bieten die (schwer datierbare) Lehre des Anchscheschonki und der Lehrtext Phibis bzw. Großes Demotisches Weisheitsbuch (Papyrus Insinger, Ptolemäerzeit).
In Sir 38,24–39,11 kontrastierte Ben Sira den Schriftgelehrten und die Masse der Bevölkerung. Der Schriftgelehrte habe Muße, um sich in die Tora zu vertiefen. Die Bauern und Handwerker (Ben Sira zählte mehrere Berufsgruppen auf) würden zwar gebraucht, damit das Gemeinwesen funktioniere, als Berater seien sie aber nicht gefragt – „[s]ondern: [D]as Geschaffene der Welt stärken sie, und ihr Gebet (besteht) in der Ausübung ihres Handwerks.“ (Sir 38,34 ) Die Ähnlichkeit dieser Textpassage mit der ägyptischen Lehre des Cheti ist auffällig, eine direkte literarische Benutzung aber nicht bewiesen. „Man wird über die Feststellung nicht hinauskommen, daß Jesus Sirach den ägyptisch-weisheitlichen Topos ‚Elend der Handwerker – Glanz der Schreiber‘ auf irgendeine Art und Weise kennengelernt hat – vielleicht auf seinen Auslandsreisen […], die ihn auch ins ptolemäische Ägypten führten.“

#### Hellenistische Welt
Ben Sira stand der hellenistischen Kultur zurückhaltend, aber interessiert gegenüber, wie sich an der Thematisierung des Symposions, des Reisens, der Medizin zeigt. Darüber hinaus besitzt Ben Sira eine Kenntnis hellenistischer Literatur.
Das Symposion war an den hellenistischen Königshöfen, aber ebenso auch im kleinen Maßstab für die lokale Jerusalemer Elite der „Ort der Prestigebildung und der Statusbestimmung.“ Diese Form der Zusammenkunft war für Ben Sira noch etwas Neues, an das er seine Schüler heranführen wollte (Sir 31,25–32,13). Der Enkel nahm bei der Übersetzung Veränderungen vor, die zeigen, wie geläufig Symposien für alexandrinische Juden zwei Generationen später waren. Er fügte zum Beispiel die Aufgaben des Speisemeisters (Symposiarchen) hinzu (Sir 32,1 ). Ben Sira thematisierte die religiöse Komponente des Symposions nicht – wie verhielt sich ein jüdischer Weiser beim obligatorischen Trankopfer für die Götter (das als Verstoß gegen das Fremdgötterverbot der Zehn Gebote aufgefasst werden konnte)? Möglicherweise wurde der Ablauf von Symposien im östlichen Mittelmeerraum aber an die jeweiligen lokalen Mahltraditionen angepasst.
Ben Sira empfahl Reisen als Quelle von Erfahrung (Sir 34,9–13 ). Welcher Art das Wissen war, das er bei seinen internationalen Reisen erwarb, teilt Ben Sira freilich nicht mit. Es änderte nichts daran, dass der Tempel in Jerusalem der Mittelpunkt seines theologisch-geographischen Weltmodells war. Insofern sollten Ben Siras Reisen nicht im modernen Sinn als „Horizonterweiterung“ verstanden werden. Nach Frank Ueberschaer bereitete Ben Sira seine Schüler auf spätere Reisen „im diplomatischen Dienst“ vor; die Provinzverwaltung habe Bedarf an Personen gehabt, die sich z. B. durch ihre Sprachkenntnisse für solche Missionen einsetzen ließen.
Ärzte und Apotheker wurden von Ben Sira als eine Berufsgruppe herausgehoben, die ein größeres Prestige hatte als Handwerker, denn ebenso wie die Schriftgelehrten hatten sie Umgang mit den Mächtigen. Das Lob des Arztes (Sir 38,1–15 ) ist ein Spitzentext für die Anerkennung, die dieser Berufsstand in hellenistischer Zeit gewann. „Hier ist ein Beruf – der einzige Beruf – der dem Weisen selbst punktuell nahekommt.“
Dem Einfluss paganer griechischer Literatur und klassischer griechischer Erziehung auf Ben Sira haben sich mehrere Studien gewidmet, mit dem Ergebnis, dass man zum Verständnis von Ben Siras Anthropologie, Kosmologie und Theologie viele griechische Autoren hinzuziehen sollte: Homer, die Tragiker, Theognis von Megara, Menander, Plato, Aristoteles, die Stoiker und die alexandrinische Dichterschule (Aratus von Soloi). Ein Beispiel für Ben Siras Umgang mit den Klassikern ist der Rat, vor dem Tod niemanden glücklich zu preisen (Sir 11,27–28 ), der sich mehrfach in der antiken Literatur findet, die deutlichste Parallele bilden die Schlusszeilen von Sophokles’ König Ödipus. Verse der Ilias klingen an in Sir 14,18 . Dabei muss allerdings offen bleiben, ob Ben Sira diese beiden Werke gelesen hat oder ob er eine Zitatensammlung benutzte. Kenntnis stoischen Gedankenguts vermutet man bei Ben Sira im Ideal des Weisen und der Weisheit, bei der Vorstellung, dass es ein in Schöpfung und Geschichte erkennbares Gesetz gebe, dass die Welt rational geordnet sei, sowie in den Formulierungen „Gott des Alls“ und „der Allerhöchste.“

### Ben Siras Gesellschaftsbild
Richard A. Horsley beschreibt den sozialen Status Ben Siras und seiner Schüler als Gefolgsleute (retainer) der Priesteraristokratie: sie hätten als Schriftgelehrte persönlich keine Macht gehabt, aber die Mächtigen beraten. Ben Sira entwerfe ein Bild des Tempelstaats Judäa als einer Theokratie, deren irdisches Oberhaupt der Hohepriester darstellte, umgeben von seinen „Brüdern“. Dieser Hohepriester hatte in Ben Siras Augen eine Art Lehramt als Interpret der Tora; andererseits sah er in ihm den zentralen Vermittler göttlichen Segens durch die Kulthandlungen, die jener im Jerusalemer Tempel ausführte. Der größere politisch-ökonomisch-kulturelle Rahmen des Seleukidenreichs, in dem dieser Tempelstaat nur lokale Bedeutung hatte, wird von Ben Sira ignoriert.
Unterhalb der Elite gab es die „Ältesten“, die zu Ratsversammlungen zusammentraten. Ben Sira habe, so Horsley, junge Männer unterrichtet, die lernen sollten, sich in diesem Kreis zu bewegen, aber nicht mit eigener Entscheidungskompetenz, sondern als Berater. Aufgrund der Unterschiede zwischen dem hebräischen und dem griechischen Text entsteht kein genaues Bild der Verwaltungsstruktur Jerusalems, in der Ben Siras Schüler ihren Platz einnehmen sollten. „Deutlich ist aber, dass die Weisen Ben Siras keine im engeren Sinne staatstragenden Positionen bekleideten. Jedenfalls sah sie Ben Sira nicht dafür vor…“
Die Bedeutung, die der Innen- und Außenhandel für Palästina in hellenistischer Zeit hatte, kommt bei Ben Sira nicht angemessen in den Blick. Seine Aussagen zum Thema Handel sind „undifferenziert, summarisch und distanziert, ja geradezu ablehnend.“ Ben Sira stellte fest, dass Geld und Status eng zusammengehörten (Sir 13,23 ). Er rief zu Wohltätigkeit auf und mahnte seine Schüler, Korruption und unlautere Geschäfte zu meiden. Das Anderssein (otherness) wird bei keiner Personengruppe so stark betont wie bei den Bettlern: „Kind, ein Leben der Bettelei sollst du nicht leben, besser ist es zu sterben als zu betteln. Ein Mann, der auf einen fremden Tisch blickt, dessen Leben ist nicht als Leben zu werten…“ (Sir 40,28 )

### Familie
Die Familie als solche ist kein Thema in Ben Siras Lehrbuch, sondern nur die Beziehung des Hausvaters zu einzelnen Familienmitgliedern: Ein Sohn wurde als möglicher Rivale eingeschätzt, er musste streng erzogen werden – idealerweise agierte der Sohn später als verjüngtes Ebenbild seines Vaters (Sir 30,4–5 ). Eine Tochter war für Ben Sira vor allem eine Last und im Falle ihres Fehlverhaltens eine Gefahr für seine Ehre (Sir 42,9–11 ); das Ziel war, sie gut zu verheiraten (Sir 7,24–25 ). Ben Sira beschrieb, wie Oda Wischmeyer hervorhebt, eine eher kleine Familie; reicher Kindersegen interessierte ihn weniger als die gute Erziehung der Nachkommen. „Strenge, Sorgfalt, Zurückhaltung und Behauptung väterlicher Gewalt im eigenen Haus wie Vorsicht gegenüber der Welt außerhalb des eigenen Hauses bestimmen die Ratschläge des Siraciden. Dem entspricht die Intensität der Beziehungen, die der Weise pflegt. Diese erstrecken sich vor allem auf den Sohn bzw. auf junge Männer als Schüler sowie auf wenige Freunde.“ Horsley erklärt Sirachs Insistieren auf Kontrolle und Gehorsam mit der relativen Machtlosigkeit des Schriftgelehrten, der dadurch in seiner Ehre leicht verwundbar gewesen sei. Misogyne Spitzentexte bei Ben Sira sind Sir 25,24–26  und Sir 42,13–14  Marböck kommentiert: „Aussagen zu Lasten der Eigenpersönlichkeit und Würde der Frau sind ein restriktiver Versuch, traditionelle gesellschaftlich-religiöse Werte, aber auch das im Mittelmeerraum herrschende Wertsystem von Ehre und Ansehen des Mannes in diesem Bereich zu bewahren.“

### Theologie

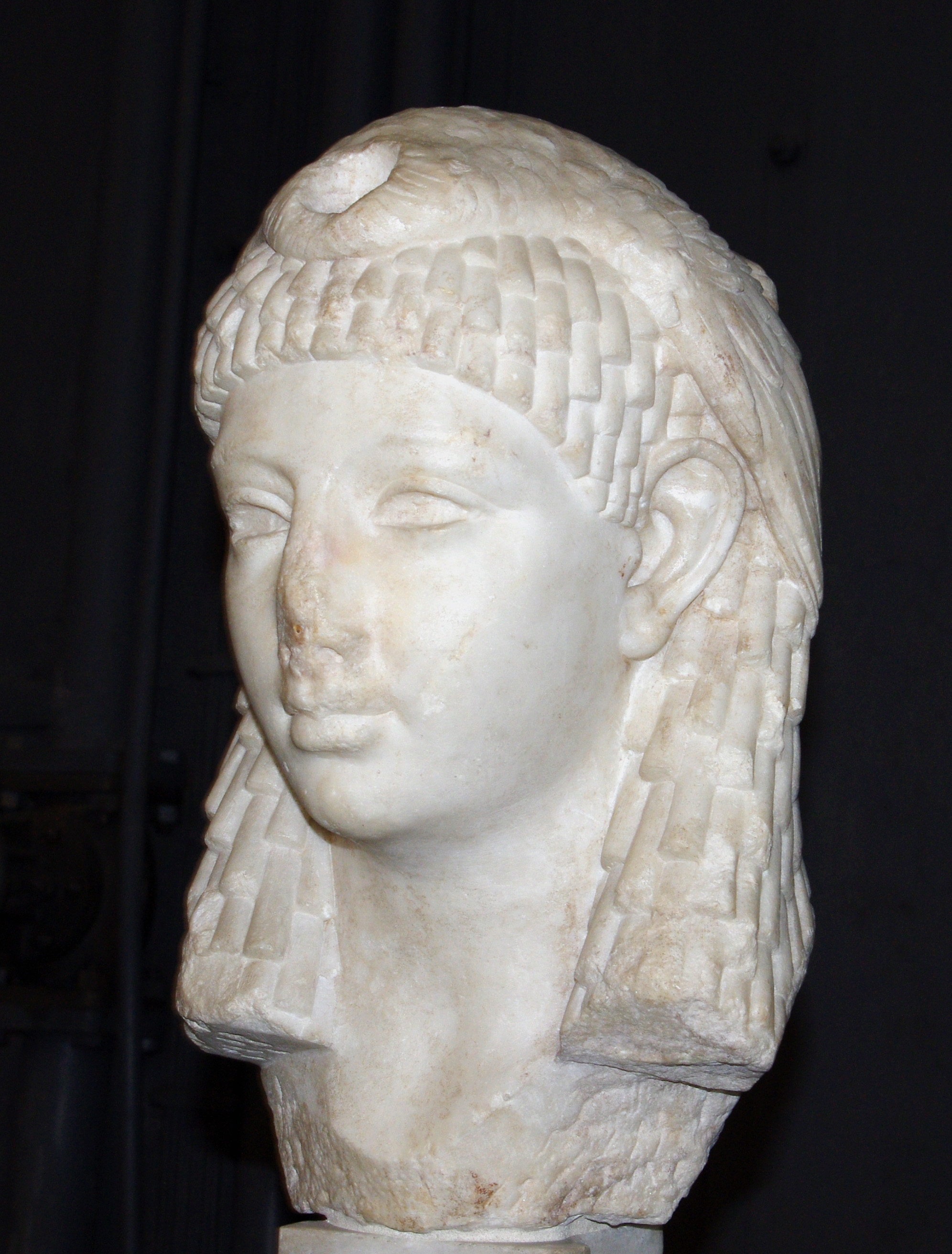
Kopf einer Isisstatue aus ptolemäischer Zeit, Fundort Rom (Museum Centrale Montemartini)

Ben Sira vertritt einen konsequenten Monotheismus. Er kontrastierte den Gott Israels mit der hellenistischen Göttervielfalt; auch die Bezeichnung eines einzelnen Gottes als Allgottheit, wie im Hellenismus üblich, war für ihn keine Option. Als Weltenschöpfer stehe Gott der Welt gegenüber. Beim Thema der Gerechtigkeit Gottes (Theodizee) brachte Ben Sira den neuen Gedanken, dass es in der Schöpfung polare Strukturen gebe (Sir 33,14–15 ).
Der Mensch ist für Ben Sira zwar sterblich, aber gottebenbildlich. Über ein Leben nach dem Tod wurde zu Ben Siras Zeit im Judentum spekuliert, aber Ben Sira beteiligte sich daran nicht.
Weil der Mensch zur Erkenntnis fähig sei und echte Entscheidungsfreiheit besitze, könne er sich mit der Tora beschäftigen und in den verschiedenen Lebenslagen gottesfürchtig handeln. (Hier ist ein Motiv, das in der Reformationszeit wichtig werden wird.)
Die mit der Tora identifizierte oder sich in der Tora inkarnierende kosmische Weisheit war für Ben Sira die Brücke zwischen Mensch und Gott. Er identifizierte als erster die Weisheit mit der Tora des Mose (Sir 24,23 ). Man nimmt an, dass das Selbstlob der Weisheit (Sir 24,1–29 ) angeregt ist von hellenistischen Isis-Aretalogien. Charakteristisch ist dabei, wie sich Isis werbend in der Ich-Form ihrem Verehrer zuwendet. „Bereiche, die im hellenistischen Isis-Kult der Göttin zugewiesen werden, wie die Schöpfung, das Recht, die Moral, die Wissenschaft und die Religion, werden in Sir 24 auf die Weisheit angewandt.“ Dieses in der Buchkomposition (Auftakt des zweiten Hauptteils) wie auch inhaltlich zentrale Kapitel ist bisher nicht in seiner hebräischen Version bekannt, sondern nur in griechischer, syrischer und lateinischer Übersetzung. Es gibt zwei vergleichbare Texte im Tanach, in denen die Weisheit als Gott nahe, feminine Gestalt imaginiert wird: Hi 28,20–28  und Spr 8,22–31 . Sirach übertrifft sie beide durch den neuen Gedanken, dass die Weisheit, nachdem sie den Kosmos durchzogen habe, auf dem Zion zur Ruhe komme: hier verknüpft der Autor das Motiv der „gottgeschenkten Ruhe“ (Dtn 12,9–10 ) mit dem Konzept des heiligen Zeltes (Mischkan) als Wohnstatt Gottes. Man sieht an diesem Beispiel, wie Ben Sira unterschiedliche religiöse Stoffe zueinander in Beziehung setzt. Er verwendet in Kapitel 24 auch Metaphern aus der Pflanzenwelt, die eigentlich aus der Liebespoesie stammen. So zielt das Buch auf eine weisheitliche Erotik, eine Liebe zur Tora: Sir 51,13–29 .

## Forschungsgeschichte
Die Forschung zum Sirachbuch lässt sich zweiteilen. In einer ersten, 1896 einsetzende Phase stand die Textkritik, die Zurückgewinnung eines hebräischen „Urtextes“, im Mittelpunkt der Forschung. Erst seit den 1960er Jahren, angeregt auch durch das Zweite Vatikanische Konzil, wandte sich die wissenschaftliche Exegese verstärkt den Inhalten des Buchs zu.

### Texte des Sirachbuches

#### Kairoer Geniza

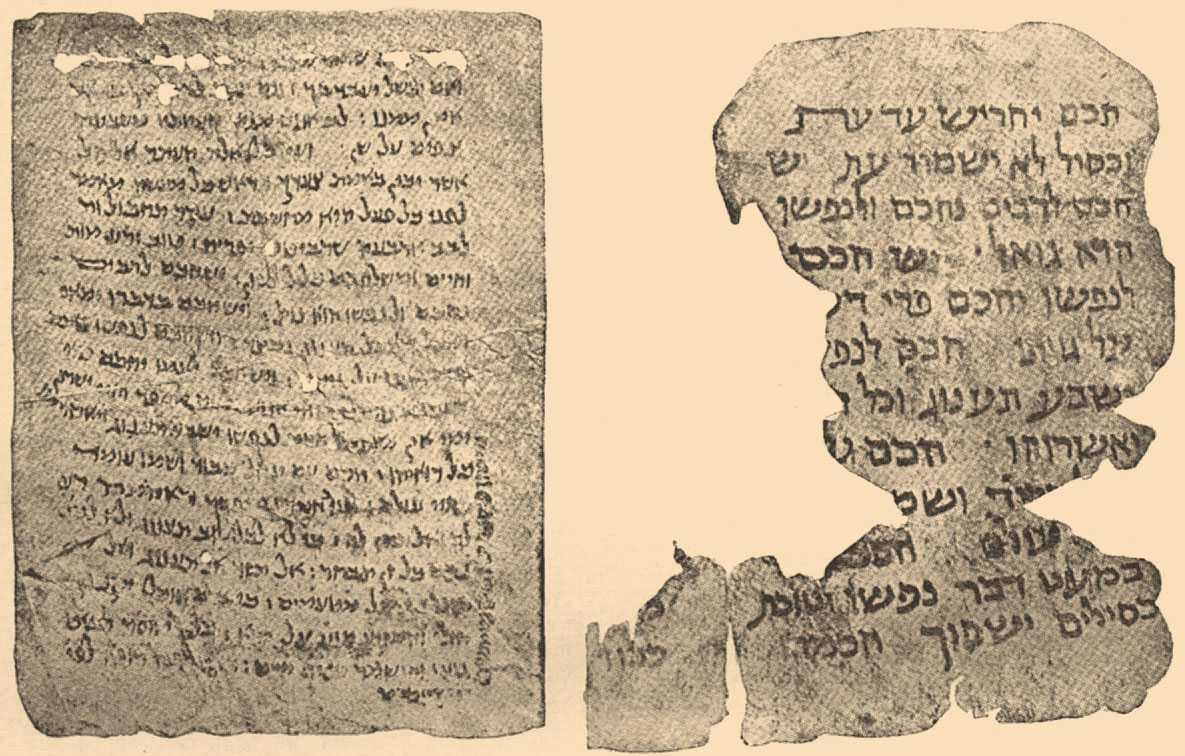
Zwei Textfragmente aus der Kairoer Geniza: rechts H^{C}, Blatt V Verso

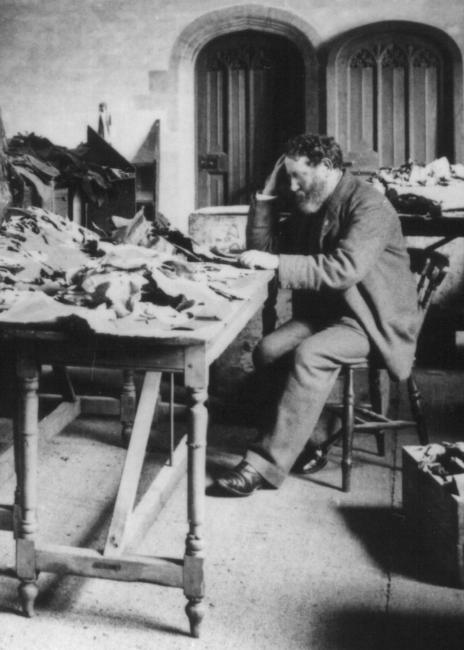
Solomon Schechter beim Studium der hebräischen Textfragmente aus der Kairoer Geniza

Durch den Prolog war immer bekannt, dass das Sirachbuch ursprünglich auf Hebräisch verfasst wurde, doch rund 700 Jahre lang war es nur in Übersetzungen bekannt, vor allem ins Griechische, Lateinische und Syrische. So war es eine Sensation, als die ersten hebräischen Texte publiziert wurden: Am 13. Mai 1896 teilte Agnes Smith Lewis der Öffentlichkeit mit, sie habe ein Blatt einer alten Handschrift in Palästina erworben, das Solomon Schechter als Text des hebräischen Buches Ben Sira erkannt habe. Schechter publizierte diesen Text umgehend. In kurzer Folge tauchten weitere Textfragmente auf, die gemeinsame Quelle war ein Depot für heilige Schriften (Geniza) der Ben-Esra-Synagoge in Kairo. Die Editionen überschlugen sich, und man war in der Fachwelt der Meinung, dass binnen kurzem der ganze hebräische Text bekannt sein würde. Die erhaltenen Fragmente lassen sich sechs Manuskripten zuordnen (Siglen: HA, HB, HC, HD, HE, HF). Sie werden ins 9. bis 12. Jahrhundert n. Chr. datiert. Noch stets werden neue Sirach-Textfragmente aus dem Bestand der Kairoer Geniza publiziert, zuletzt 2007/08 und 2011 (HC, HD).
1899 stellte David Samuel Margoliouth die Hypothese auf, dass es sich bei den neu aufgetauchten Fragmenten nicht um den antiken hebräischen Text des Ben Sira handle, sondern um eine Rückübersetzung aus einer persischen Version ins Hebräische. Die Diskussion, ob man es bei den neu edierten Handschriften mit einem originalen hebräischen Text (so Schechter) oder mit einer Rückübersetzung (so Margoliouth) zu tun habe, wurde sehr emotional geführt. Schechter argumentierte, dass Saadja Gaon den hebräischen Ben-Sira-Text kannte, dass dieser also zur Entstehungszeit der Handschriften noch in Umlauf gewesen sei. Dass Schechter grundsätzlich recht hatte, ist seit den Textfunden von Qumran und Masada erwiesen. Die Diskussion, ob bei den Sirach-Fragmenten aus der Kairoer Geniza nicht teilweise doch Rückübersetzungen vorliegen könnten, wird bis in die Gegenwart geführt; dabei zeichnete sich in den 1990er Jahren als Konsens ab, dass es sich um originales Hebräisch handelt. Das ist sehr ungewöhnlich. Denn auch andere deuterokanonische Schriften tauchen in hebräischer Version in jüdischen Manuskripten des Mittelalters auf, aber stets handelt es sich um Rückübersetzungen aus dem Griechischen oder Lateinischen – mit Ausnahme des Sirachbuches.

#### Qumran
In zwei Höhlen nahe Qumran wurden hebräische Texte aus dem Sirachbuch gefunden. Beidesmal waren Beduinen eher als die Archäologen vor Ort, so dass die Fundumstände nicht dokumentiert sind.
Es gibt zwei kleine zusammengehörige hebräische Sirach-Textfragmente aus Höhle 2, die bei ihrer Publikation 1962 als 2Q18 bezeichnet wurden. Obwohl nur wenig Text aus dem 6. Kapitel erhalten blieb, war die übereinstimmende Textanordnung (in Hemistichien) hier und in mittelalterlichen Geniza-Texten ein starkes Argument dafür, dass ein Zusammenhang zwischen den Schriftrollen vom Toten Meer und der Kairoer Geniza besteht.

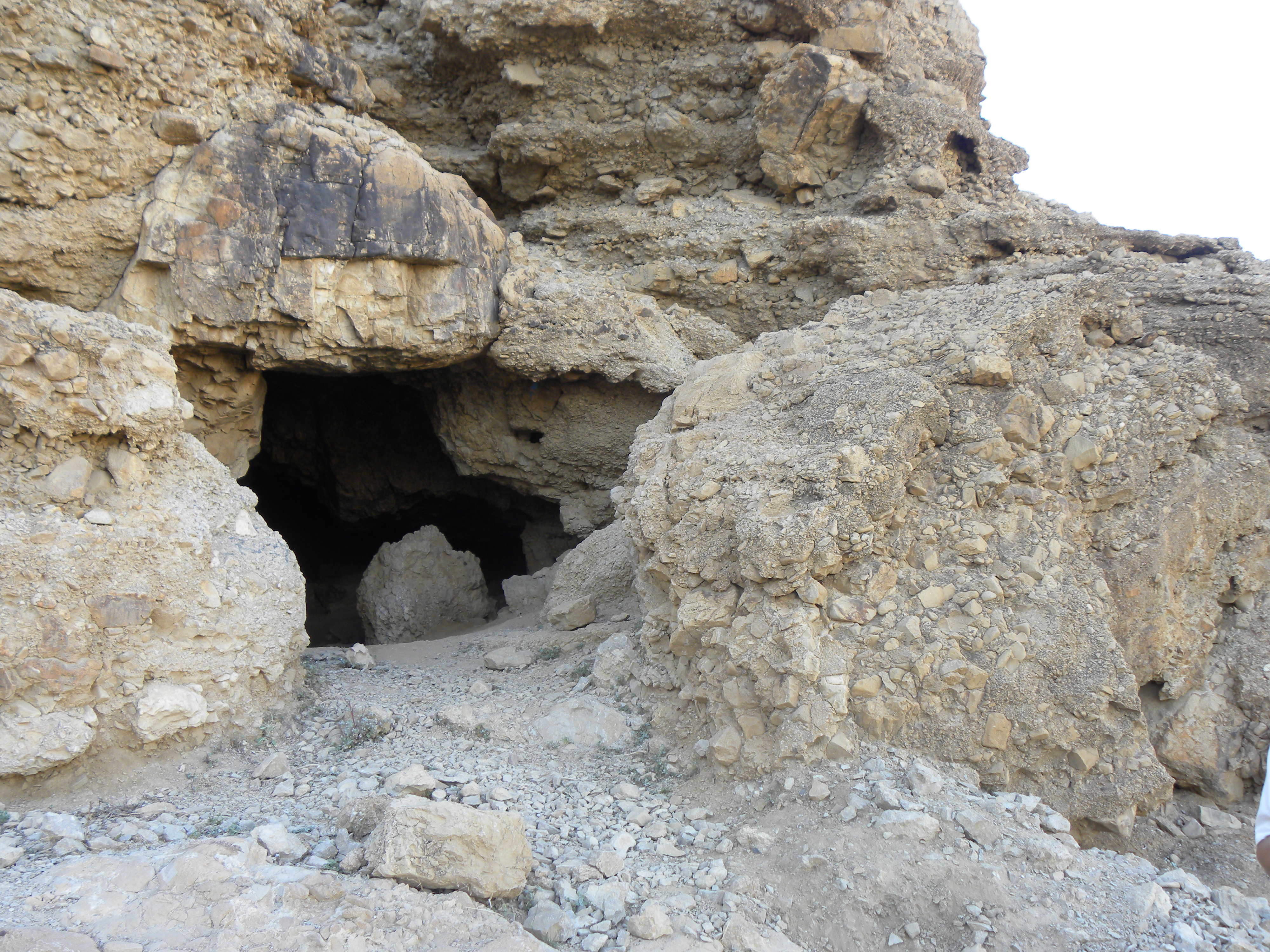
Höhle 11 war in der Antike mit einem Felsbrocken verschlossen worden, der erst 1956 entfernt wurde. Das erklärt den guten Erhaltungszustand der hier gefundenen Rollen

Interessanter ist die von James A. Sanders 1962 edierte Große Psalmenrolle (11QPsa) aus Höhle 11. In dieser Höhle war die Deponierung in der Antike sorgfältiger, so dass wirkliche Schriftrollen und nicht nur Fragmente erhalten blieben. 11QPsa ist eine qumranische Komposition von biblischen und außerbiblischen Psalmen, darunter auch ein poetischer Text vom Ende des Sirachbuches: Sir 51,13–30 . Dieser Abschnitt war in seinem hebräischen Wortlaut bereits durch die Geniza-Handschrift HB bekannt. Die antike hebräische Textversion aus der Psalmenrolle von Qumran unterscheidet sich erheblich davon. Sie steht dem griechischen Text näher – erst jetzt erkannten die Exegeten, dass es sich um eine nach den Anfangsbuchstaben angeordnete hebräische Dichtung (Akrostichon) handelt. Die mittelalterlichen Kopisten hatten sich so weit davon entfernt, dass das Akrostichon nicht mehr erkennbar war. In der Forschung besteht kein Konsens, ob Sir 51,13–30  ein ursprünglich selbständiges Werk war, das sowohl von Ben Sira als auch von den Kompilatoren der Psalmenrolle in einen neuen Zusammenhang gestellt wurde – oder ob dieser Abschnitt einen integralen Bestandteil des Sirachbuchs bildet.

#### Masada
Das älteste Sirach-Manuskript wurde am 8. April 1964 bei einer regulären archäologischen Grabung der Hebräischen Universität Jerusalem unter Leitung von Yigael Yadin in Masada gefunden.
Während des Jüdischen Krieges wurde die Festung Masada von den Zeloten bis 74 n. Chr. gegen die römische Armee gehalten. Die Zelotenfamilien hatten sich damals in den Kasemattenmauern Wohnungen eingerichtet. Eines dieser von den Archäologen freigelegten Quartiere war Kasematte 1109: ein Raum von maximal etwa 15 m Länge und 4 m Breite. Auf die Nutzung zu Wohnzwecken wiesen Öfen und kleine Silos hin. In der Nordostecke des Raums befand sich eine Wandnische. Sie war möglicherweise Aufbewahrungsort der Sirachrolle, denn sie lag nicht weit davon in Bodennähe im Schutt. So war sie bis zu ihrer Auffindung viele Jahrhunderte der Witterung und dem Tierfraß ausgesetzt gewesen. Sie war in 26 Lederstücke zerfallen, zwei davon relativ groß. Durch Feuchtigkeit hatte sich auf dem Leder ein dunkler Überzug gebildet, so dass die Schrift mit bloßem Auge größtenteils nicht mehr lesbar war. Infrarotaufnahmen machten einen hebräischen Text sichtbar, der nur zwei Generationen nach der griechischen Übersetzung des Enkels geschrieben worden war. Er lieferte Beweise für die schon länger gehegte Vermutung, dass der Enkel vielfach den hebräischen Text nicht richtig verstanden hatte und in anderen Fällen Schwierigkeiten mit der Übersetzung hatte.
Yadin publizierte den Text der Sirachrolle von Masada binnen eines Jahres nach dem Fund. Diese Edition wurde der Öffentlichkeit anlässlich der Eröffnung des Schreins des Buches (Israel-Museum, Jerusalem) am 20. April 1965 vorgestellt.

#### Hebräische Rückübersetzung, Mischtext oder griechisches Sirachbuch
An die Stelle des einen Autors, der einen zu ermittelnden Urtext verfasst hat, tritt für die neuere Forschung eine Vielzahl von Personen, die – in mehreren Sprachen, über mehrere Jahrhunderte – am Sirachbuch mitgeschrieben haben. Für den heutigen Leser des Sirachbuchs bedeutet das: Es ist ziemlich offensichtlich, welche Meinung Ben Sira zu verschiedenen von ihm angesprochenen Themen vertritt. In diesem Sinn ist die Stimme des Jerusalemer Weisen deutlich vernehmbar und das Sirachbuch eine einfache Lektüre. Das ändert sich aber, sobald man ins Detail geht und eine einzelne Metapher oder Formulierung genauer betrachtet. Die Übersetzer in moderne Sprachen, die sich an ein größeres Publikum wenden und einen eingängigen Text in der Zielsprache bieten wollen, geraten angesichts des dichten Geflechts von Bezügen zwischen den verschiedenen Textversionen in erhebliche Probleme: „Wie weit soll bzw. kann man den Text einer Tradition (mit noch zu findender Begründung) als normierenden Text annehmen, wieweit kann und soll man die in H, Γ und Syr [d. h. der hebräischen, griechischen und syrischen Texttradition] erhaltenen Versionen mischen bzw. … [eine davon] auswählen?“ Theoretisch stehen drei Grundentscheidungen zur Auswahl: Man kann die G-I-Version ins Hebräische rückübersetzen, man kann aus den hebräischen Fragmenten und der G-I-Version einen hebräisch-(syrisch)-griechischen Mischtext herstellen oder nur den griechischen Text zugrunde legen.
Die erste Möglichkeit wurde nur selten gewählt; interessant als Werk eines Kenners der talmudischen Literatur ist die Rückübersetzung Moshe Zvi Segals. Diese Option hat mit der Schwierigkeit zu kämpfen, dass der Enkel relativ frei übersetzt hat. Es konkurrieren daher die Mischtext-Option und die Option für die griechische Texttradition des Buchs.
Die Mischtext-Option war im 20. Jahrhundert zeitweise sehr attraktiv. Dieses Vorgehen wurde in den von den Bibelgesellschaften und dem Sekretariat für die Einheit der Christen im Vatikan vereinbarten Richtlinien für die interkonfessionelle Zusammenarbeit bei der Bibelübersetzung empfohlen: Es sei ratsam, „den kürzeren Text zu drucken, wie er in den wichtigsten griechischen Handschriften vorliegt, und dabei die hebräischen und syrischen Texte zu berücksichtigen. Die längeren Texte aus anderen griechischen und lateinischen Handschriften und gegebenenfalls andere hebräische Lesarten können, wenn nötig, in Fußnoten wiedergegeben werden.“ Mittlerweile hat sich aber die Überzeugung durchgesetzt, dass damit etwas Künstliches geschaffen wird – „eine Textfassung, die es so nie gegeben hat.“
Alternativ kann man aber auch den vollständig erhaltenen griechischen Text in den Mittelpunkt stellen. Üblich ist dabei, den griechischen Langtext zu übersetzen und die Überschüsse gegenüber der G-I-Version kenntlich zu machen. Dieses Vorgehen wird heute favorisiert, weil es „Gewicht und Eigenständigkeit einer geschlossenen Textfassung“ zur Geltung bringt. Diese Lösung hat allerdings auch Nachteile: Die gesamte griechische Textüberlieferung geht nämlich auf ein einziges Exemplar (Hyparchetyp) zurück, in dem eine Blattvertauschung zwischen Sir 30,24 und Sir 37,1 stattgefunden hat. Die Konsequenz daraus ist, dass Inhalt und Zählung nicht mehr übereinstimmen. Beim flüchtigen Lesen bemerkt man dieses Missgeschick nicht, weil das Sirachbuch als Weisheitsliteratur Sentenzenreihen zu wechselnden Themen enthält und durch die falsche Blattreihenfolge keine harten Brüche entstanden. Da eine Buchrolle keine Blätter hat, muss es sich um einen Kodex gehandelt haben, eine Buchform, die erst im 1. Jahrhundert n. Chr. aufkam. „Mit dieser Feststellung relativiert sich jedoch der textkritische Wert der gesamten griechischen Sirachüberlieferung, da sie letztlich auf nur einem einzigen Textzeugen … basiert.“ Dieser Textzeuge ist jünger als die hebräischen Fragmente aus Qumran und Masada.

### Inhalte des Sirachbuches
Der Auftakt einer inhaltlich orientierten Forschung zum Sirachbuch war Josef Haspeckers Monographie Gottesfurcht bei Jesus Sirach (1967). Gottesfurcht, eine persönliche, vertrauensvolle Beziehung zu Gott, sei das pädagogische Ziel des Ben Sira, noch wichtiger als die im Buch oft genannte Weisheit.
In einer ersten Phase, bis Mitte der 1970er Jahre, versuchte die Forschung vor allem, Ben Siras Verhältnis zu Judentum einerseits, Hellenismus andererseits zu klären. Martin Hengel ging auf das Sirachbuch nur knapp ein, entwarf aber ein viel rezipiertes Modell der Zuordnung von Judentum und Hellenismus: Er sah in Ben Siras Werk die Abwehr des als Bildungsmacht vordrängenden Hellenismus, indem der Verfasser Weisheit und Tora identifiziere, in Anlehnung an Isis-Aretalogien in Sir 24 sie als universale Größe mit dem partikularen Glauben Israels verbinde, und im Lob der Väter Israels (Sir 44–50) ihre Überlegenheit über die griechische Philosophie zu zeigen versuche. Heute sieht man Judentum und Hellenismus nicht mehr in der Weise als Alternativen, wie Hengel das tat. Ben Sira konnte demnach keine Position außerhalb des Hellenismus beziehen; sondern er schrieb in einem hellenistischen Kontext ein Buch für jüdische Leser. So Johannes Marböck: Ben Sira nehme Elemente der hellenistischen Kultur auf und integriere sie, gleichzeitig präsentiere er die jüdische Religion in einer zeitgemäßen Form. Einen ähnlichen Ansatz vertritt Theophil Middendorp in der 1973 vorgelegten Monographie Die Stellung Jesu Ben Siras zwischen Judentum und Hellenismus. Er bestimmt das Sirachbuch genauer als Schulbuch, das zwischen hellenistischer Bildung und jüdischer Tradition vermittele.
Seit Anfang der 1980er Jahre geht es der Forschung verstärkt um Ben Siras Beruf des Schriftgelehrten, die Zuordnung von Weisheit und Tora und die Bezüge zur altägyptischen Weisheitsliteratur. Helge Stadelmann analysiert in Ben Sira als Schriftgelehrter (1980) die Berufsrolle Ben Siras – einerseits verteidige dieser priesterliche Privilegien, andererseits biete er eine Erziehung, die allen, und nicht nur dem Priesterstand, offenstehe. War Ben Sira womöglich selbst Priester? Stadelmann bejaht das: Da er als Priester von Abgaben lebte, habe er Muße für seine Studien gehabt und quasi außerhalb der gesellschaftlichen Polarisation von Armen und Reichen gestanden, so dass er öfter zugunsten der Armen Partei ergriff, selbst aber im Wohlstand lebte. Jack T. Sanders’ Studie Ben Sira and demotic Wisdom (1983) stellte ein Korrektiv zu dem vorherrschenden Trend dar, Ben Siras Werk vor dem Hintergrund hellenistischer Literatur zu verstehen. Der Autor könne sehr wohl demotische Weisheitsschriften der Ptolemäerzeit gekannt haben.

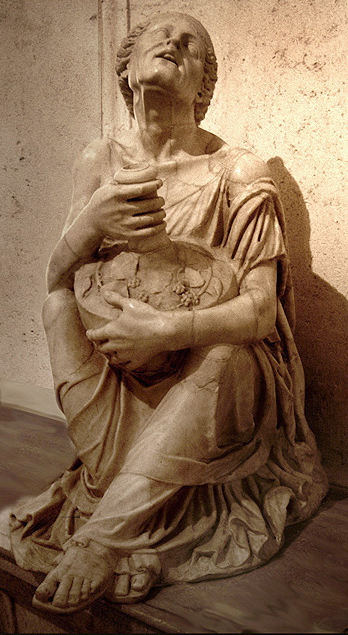
„Trunkene Alte“, römische Kopie nach einem hellenistischen Original, etwa 200–180 v. Chr. (Kapitolinische Museen). Vgl. zum Topos der Trinkerin

Seit den 1990er Jahren interessieren schwerpunktmäßig die sozialen Themen, die im Sirachbuch verhandelt werden, wie die Beziehung zwischen Eltern und Kindern oder Sirachs Konzept der Freundschaft. Bis auf das Freundespaar David und Jonatan spielt das Thema Freundschaft in der Hebräischen Bibel nämlich explizit kaum eine Rolle. Es war Ben Sira, der dieses im Hellenismus wichtige Konzept zu der jüdischen Tradition in Beziehung setzte. So widmete sich 1995 ein Symposium in Salzburg den Freundschaftstexten bei Ben Sira.
Bradley C. Gregory legte 2010 eine Untersuchung zu Ben Siras Umgang mit Besitz vor, konkret seinen Ratschlägen zu Darlehen, Bürgschaften und Almosen. Vor dem Hintergrund hellenistischer sowie weiterer frühjüdischer Literatur (Buch der Sprichwörter, Tobitbuch) macht Gregory das besondere Profil Ben Siras deutlich; für ihn sei Großzügigkeit ethisch motiviert als Nachahmung Gottes (imitatio Dei).
Warren C. Trenchard kennzeichnete Ben Sira in einer Monographie 1982 als misogynen Autor: Er sei persönlich Frauen gegenüber negativ eingestellt, er bearbeite Traditionen über Frauen in negativer Weise und interessiere sich stärker für „böse“ als für „gute“ Frauen. Diese These Trenchards wurde seitdem vielfach übernommen, z. B. von Silvia Schroer. Zur Einordnung von Ben Siras Aussagen über Frauen wird gerne das aus der Kulturanthropologie stammende honor-shame-Modell herangezogen, das von Bruce J. Malina und der Context Group vertreten wird. Es bezieht sich auf den antiken Mittelmeerraum und nimmt an, dass für Männer und Frauen eine „moralische Arbeitsteilung“ bestanden hätte. Männer konkurrierten um Ehre, sie konnten durch ihr Verhalten Ehre gewinnen oder verlieren. Bei Frauen habe es kein Mehr oder Weniger gegeben, sondern nur ehrbare und ehrlose Frauen. Die Öffentlichkeit habe auch nicht angenommen, dass Frauen selbständig, ohne männliche Autorität und Kontrolle, ihre Ehre wahren könnten. Die Schande einer Frau habe ihren Vater oder Ehemann der Lächerlichkeit preisgegeben. Das honor-shame-Modell ist zwar bei Exegeten beliebt und wird als hilfreich empfunden, Kritiker geben aber zu bedenken, dass es die Unterschiede der verschiedenen Bevölkerungsgruppen im Mittelmeerraum nivelliert. Teresa Ann Ellis stellte 2013 die Anwendbarkeit des Modells auf das Sirachbuch in Frage. Ellis widmet sich in dieser schwerpunktmäßig linguistischen Studie der Konstruktion von Geschlecht im hebräischen Sirachtext und kommt zu dem gegensätzlichen Ergebnis: Im Kontrast zu Rollenmodellen der klassischen Antike und des Hellenismus zeige Ben Sira eine Hochschätzung der Frau und der weiblichen Sexualität. Das begründet sie unter anderem mit der personifizierten Frau Weisheit, auf die sich eine erotische Metaphorik beziehe.

## Wirkungsgeschichte

### Ben Sira in der rabbinischen Literatur
Es gibt in der rabbinischen Literatur Parallelen zu Aussprüchen Ben Siras, z. B. entspricht Sir 7,17  die Rabbi Levitas von Javne zugeschriebene Sentenz: „Sei sehr, sehr demütig, denn die Hoffnung des Menschen ist Gewürm.“ (Mischna Avot IV 4)
Namentlich wird Ben Sira in der Zeit der Tannaiten nur einmal genannt (Tosefta Jadajim II 13): die Evangelien und die Bücher der Häretiker, die „Bücher (sic!) des Ben Sira“ und alle später geschriebenen Bücher seien nicht kanonisch. Das Sirachbuch wurde offenbar im Gegensatz zu Evangelien und christlicher Literatur als ein jüdisches Buch angesehen, aber seine Kanonizität klar verneint.
In der darauf folgenden Zeit der Amoräer lässt sich ein Unterschied zwischen den Rabbinen in Palästina und denen in Babylonien feststellen:
- Die palästinensischen Amoräer kannten das hebräische Sirachbuch – und sie zitierten meist korrekt daraus, wie ein Vergleich mit den erhaltenen hebräischen Sirachfragmenten zeigt. In der Regel wurde Ben Sira als Person zitiert, als wäre er ein Rabbi, der etwas sagt oder in dessen Namen man etwas sagt.[123] Es scheint, dass Passagen aus dem Sirachbuch die religiöse Dichtung (Pijjutim) beeinflussten.[124]
- Die babylonischen Amoräer wussten zunächst nichts von Ben Sira und seinem Buch, ebenso wenig ihre christlichen Nachbarn. Das änderte sich im frühen 4. Jahrhundert: die syrische Übersetzung des Sirachbuchs kam in Umlauf und wurde etwa von Afrahat, einem syrischen Kirchenvater, als heilige Schrift gelesen.[125] In diesem historischen Kontext ist die Diskussion angesiedelt, die im Babylonischen Talmud (Sanhedrin 100b) überliefert ist: Rabbi Josef nahm Stellung zum christlichen Gebrauch des Sirachbuchs als heiliger Schrift. Dieser machte das Buch für Juden obsolet, aber es war weiterhin akzeptabel, Ben Siras Lehre mündlich zu überliefern.[126] Rabbi Josef kannte das hebräische Sirachbuch offensichtlich gut, wie er durch einige Zitate bewies. Damit war er aber unter den babylonischen Amoräern eine Ausnahme, generell wurde Ben Sira ungenau zitiert, oder es wurden ihm teilweise alberne Aussprüche zugeschrieben, die in dem Buch gar nicht enthalten sind – alles Merkmale mündlicher Tradition.[127]

Das Alfabet des Ben Sira ist ein anonymes jüdisches Werk, das im Umfeld der Geonim im heutigen Irak entstanden ist und in mehreren Varianten überliefert wurde. Der in sich uneinheitliche Text ist um eine alfabetische Liste von 22 aramäischen Sprichwörtern organisiert. Als Vorwort wird eine fantastisch-skandalöse Geburts- und Kindheitsgeschichte des Ben Sira erzählt. Dass es sich um eine Satire auf christliche Geburts- und Kindheitsgeschichten Jesu im Stil der Toledot Jeschu handelt, ist wegen der Entstehung in einem muslimischen Land weniger wahrscheinlich. Im letzten Teil des Buches tritt Ben Sira am Hof Nebukadnezars auf, wo er 22 Prüfungen zu bestehen hat. Im Stil eines aggadischen Midrasch persifliert das Alfabet des Ben Sira Texte aus Talmud und Midrasch. Seine „Opfer“ sind vor allem die ernste Heiligenlegende des Propheten Jeremia in Pesiqta Rabbati, andererseits der Typ des ABC-Lehrers (Melamed). Als derbes Volksbuch wurde das Alfabet des Ben Sira in vielen jüdischen Gemeinden des Mittelalters gelesen, in der ernsthaften rabbinischen Diskussion jener Zeit aber mit Nichtbeachtung gestraft – mit Ausnahme des französischen Tosafisten Rabbi Perez von Corbeil, der das Werk im 13. Jahrhundert zitierte, um die künstliche Befruchtung einer Frau für halachisch erlaubt zu erklären. Dieses Detail wurde vom Schulchan Aruch rezipiert (Jore Dea 195,7).

### Das Sirachbuch in der Alten Kirche
In der Alten Kirche gab es unterschiedliche Meinungen darüber, ob Jesus Sirach ein Teil des Alten Testaments sei oder aber nicht. Unabhängig davon, wurde das Buch als „Schrift“ eingestuft, die man zitieren konnte, wobei die einzelnen Autoren ein unterschiedlich großes Interesse an Sirach zeigten. Was zitiert wurde, waren kaum die theologischen Aussagen des Werks, sondern das Kaleidoskop von lebenspraktischen Ratschlägen und Sentenzen. Einen Kommentar zum Sirachbuch verfasste keiner der altkirchlichen Autoren.
In seinem 39. Osterfestbrief (367 n. Chr.) stellte Athanasius fest, dass das Alte Testament die 22 Bücher des jüdischen Kanons umfasse. Doch er ergänzte, dass es nichtkanonische Schriften gebe, darunter Sirach, „die die Väter von denjenigen hätten lesen lassen, die, erst seit kurzem Glieder der Kirche, nach einer Einführung in die Anfangsgründe der Lehre der Frömmigkeit verlangten.“
Unter den Kirchenvätern, die Jesus Sirach oft zitierten und als maßgebliche „Schrift“ anerkannten, steht im Osten Johannes Chrysostomos mit rund 300 Zitaten an der Spitze, im lateinischen Westen Ambrosius von Mailand.
Theodor von Mopsuestia dagegen lehnte Sirach ab. Folgenreicher (im Blick auf die Reformationszeit) war die negative Meinung des Hieronymus, die ihn allerdings nicht davon abhielt, gelegentlich das Sirachbuch zu zitieren, und zwar die G-I-Version in eigener Übersetzung aus dem Griechischen. Er behauptete, das hebräische Sirachbuch selbst gesehen zu haben; benutzt hat er es aber, soweit erkennbar, nicht. Um das Jahr 391 erklärte Hieronymus, Sirach stände außerhalb des Kanons und gehöre zu den Apokryphen. Und wenige Jahre später heißt es, „die Kirche nehme die Bücher der Weisheit u[nd] des J[esus ] S[irach] ebensowenig wie Judit, Tobias u[nd] die beiden Makkabäerbücher unter die kanonischen Schriften auf, man lese sie nur zur Erbauung des Volkes …, nicht jedoch, um die Autorität kirchlicher Lehraussagen zu bekräftigen.“
Augustinus hingegen zitierte sehr häufig aus dem Sirachbuch und rechnete es zu den prophetischen Schriften (inter propheticos).

### Von der christologischen zur mariologischen Deutung der Weisheit

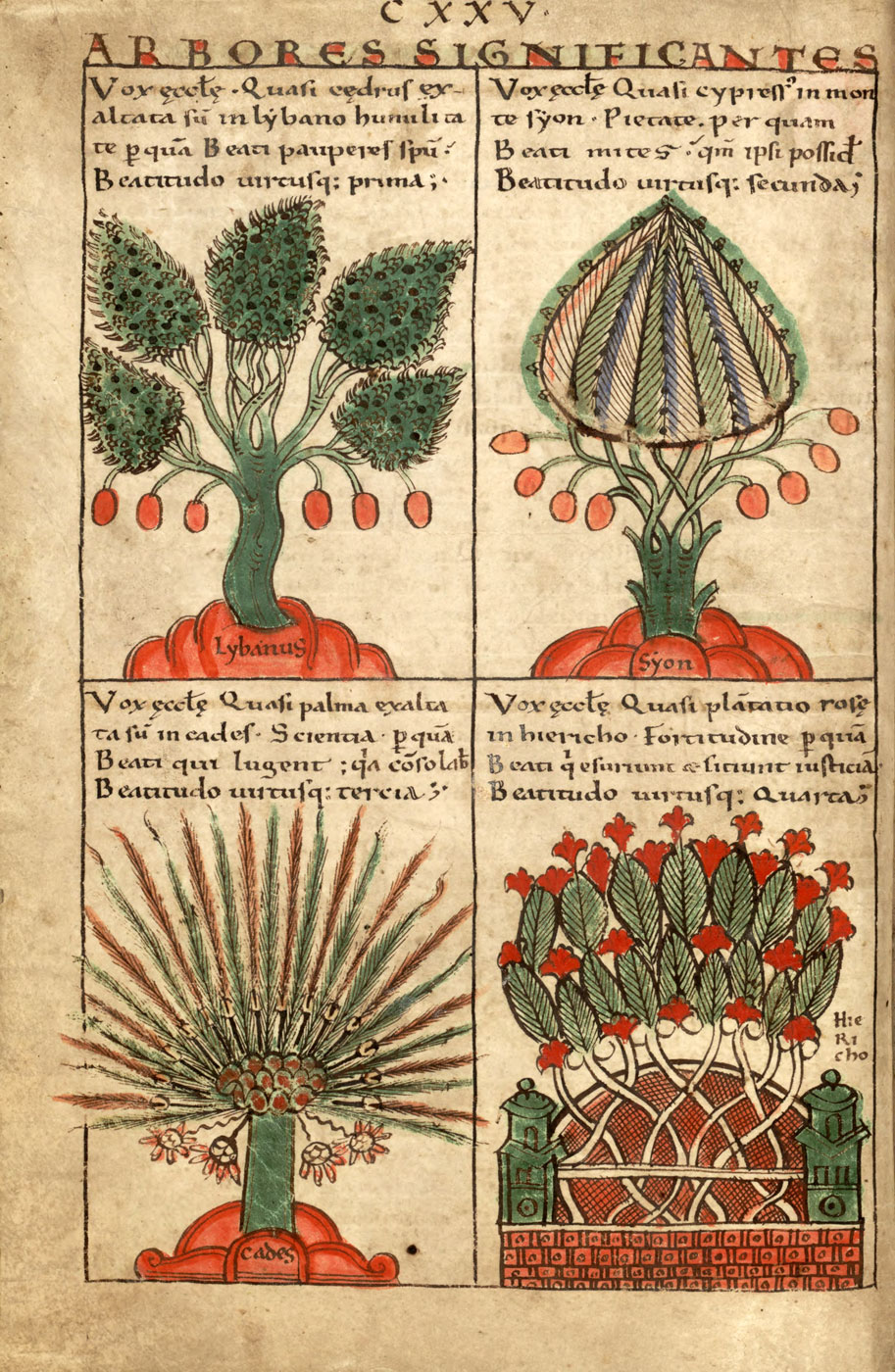
Zeder, Zypresse, Palme, Rosenstock (Liber Floridus, MS Gent, fol 139)

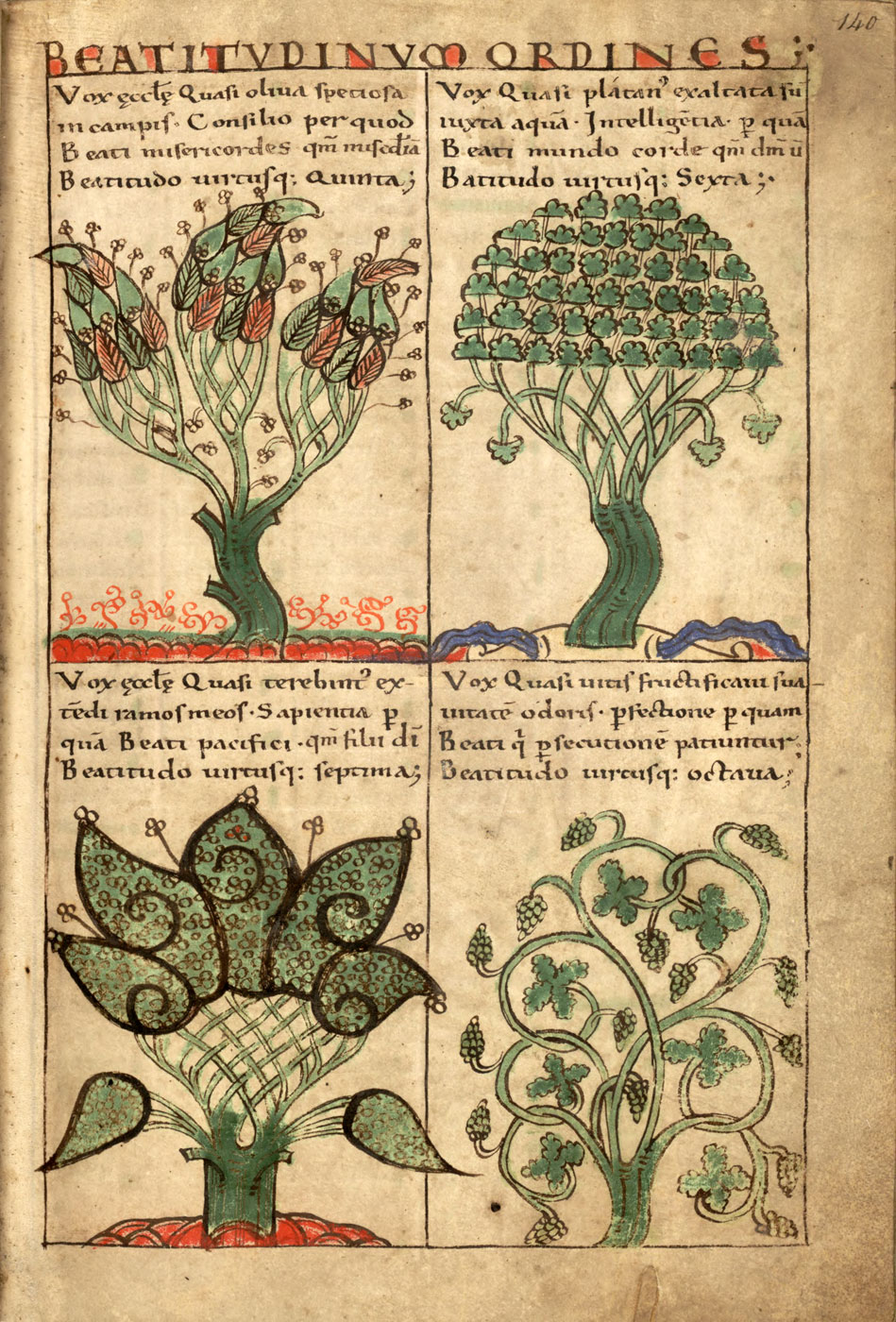
Olivenbaum, Platane, Terebinthe, Weinstock (MS Gent, fol 140)

Im Urchristentum und in der Alten Kirche wurden Aussagen des Alten Testaments über die Weisheit Gottes auf Jesus Christus bezogen (zum Beispiel: 1 Kor 1,30 ). Der Prolog des Johannesevangeliums Joh 1,1–16  ist (nach Marböck) von Sir 24 angeregt: Er beschreibt den Weg des göttlichen Logos von seinem Ausgang aus Gott über den Kosmos bis zu seinem Wohnungnehmen in Israel und Jerusalem. Seit dem Frühen Mittelalter fand aber eine Akkommodation von Sir 24 und vergleichbaren Texten auf die Gottesmutter Maria bzw. die Kirche (Ecclesia) statt. Zwei Marienfeste (Mariä Aufnahme in den Himmel und Unbefleckte Empfängnis) erhielten Lesungen aus dem Kapitel Sir 24.
Im enzyklopädischen Werk Liber Floridus („Blumenbuch“) des Lambert von St. Omer (1120) interpretierte der Autor acht Pflanzennamen, die in Sir 24 vorkommen, als religiöse Zeichen, die er in Beziehung zu den acht Seligpreisungen des Neuen Testaments setzte:
1. Sir 24,13 EU Zeder (cedrus): Demut (humilitas) der vor Gott Armen (pauperes spiritu);
2. Sir 24,13 EU Zypresse (cypressus): Milde;
3. Sir 24,14 EU Palme (palma): Trauer;
4. Sir 24,14 EU Rosenstock (plantatio rosae): Tapferkeit (fortitudo) derer, die hungern und dürsten nach Gerechtigkeit;
5. Sir 24,14 EU Olivenbaum (oliva): Barmherzigkeit;
6. Sir 24,14 EU Platane (platanus): Reinheit des Herzens;
7. Sir 24,16 EU Terebinthe (terebinthus): Friedfertigkeit;
8. Sir 24,17 EU Weinstock (vitis): Verfolgtsein um der Gerechtigkeit willen.

„Ähnlich also wie die Edelsteine der Apokalypse repräsentieren die Bäume Haltungen, die zur ewigen Seligkeit führen.“ Diese Tugenden werden von Maria selbst verkörpert und zugleich – den werbenden Charakter der Weisheitsrede in Sir 24 aufnehmend – den Gläubigen zur Nachahmung empfohlen.

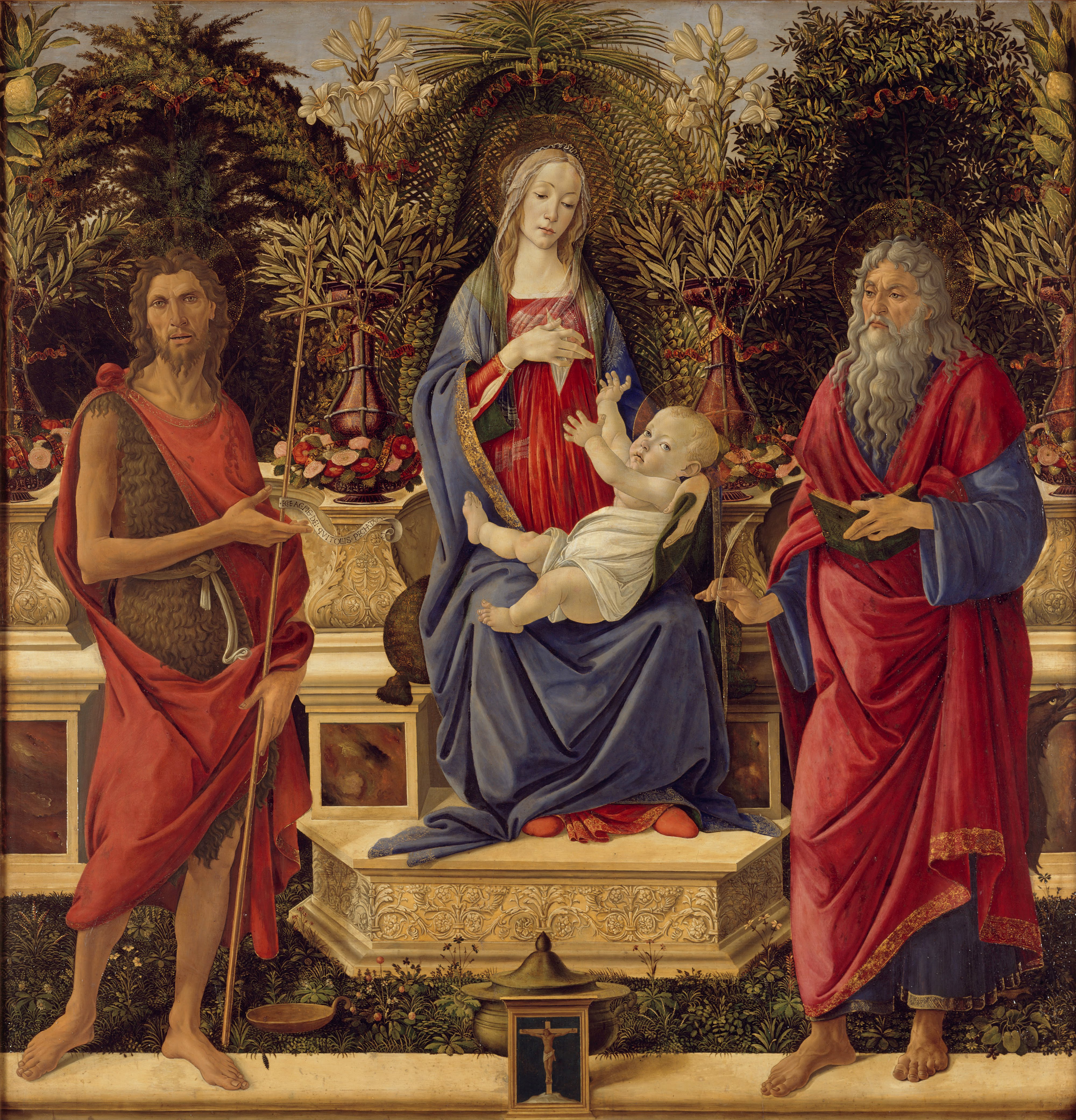
Bardi-Altar (Gemäldegalerie Berlin)

Ein Beispiel künstlerischer Rezeption ist der Bardi-Altar von Sandro Botticelli (1485): in der Bildmitte thront Maria, im Begriff, dem Jesusknaben die Brust zu reichen. Zu beiden Seiten Mariens stehen Johannes der Täufer und der Apostel Johannes. Der Maler stellt also die Begegnung zwischen Maria und zwei Heiligen dar: eine Sacra Conversazione. Laubnischen bilden den Hintergrund, vor denen Vasen mit Blumen und Zweigen aufgestellt sind. Sechs Spruchbänder erläutern die Pflanzen durch Zitate aus dem genannten Kapitel des Sirachbuchs. Ein weiteres Spruchband zitiert Hld 2,2 .

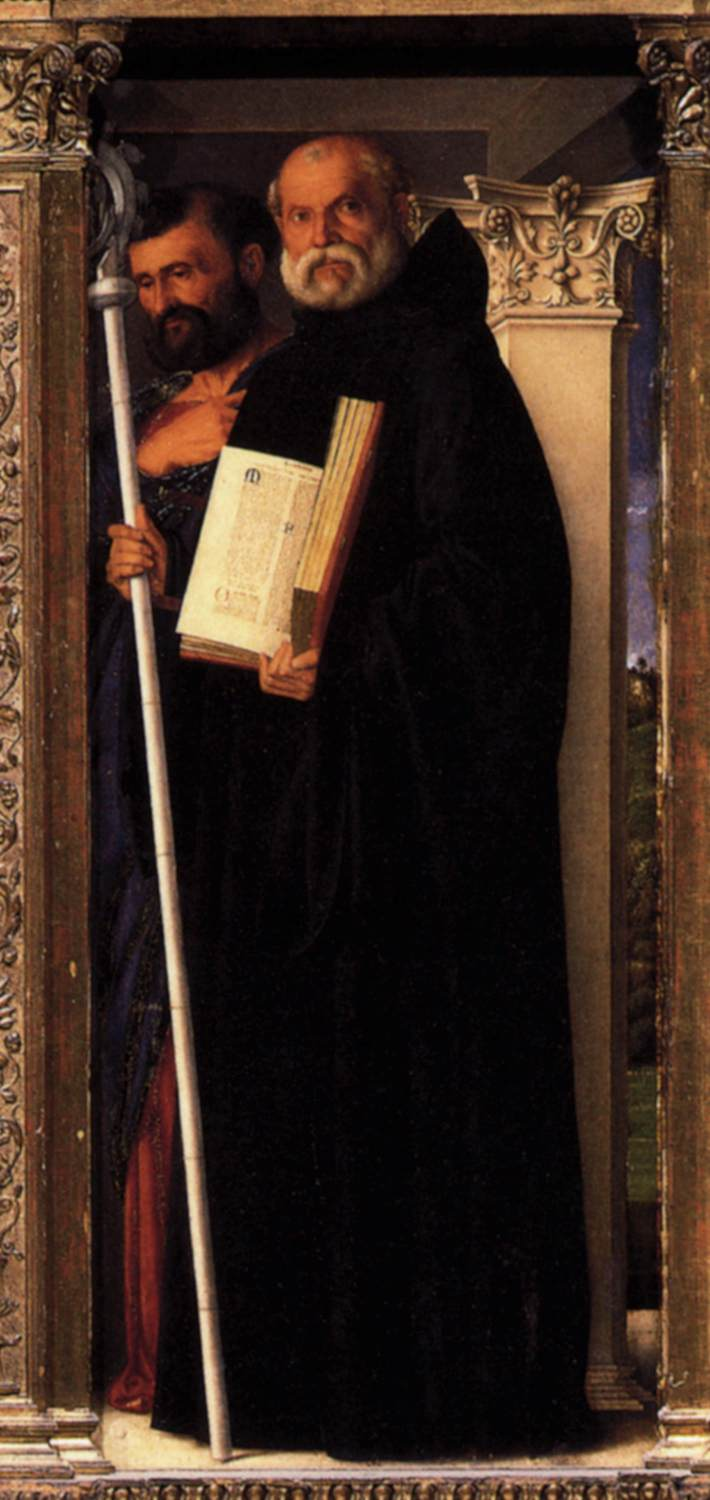
Frari-Triptychon, rechte Seitentafel (Santa Maria Gloriosa dei Frari)

Die Bedeutung von Sir 24 für die Mariologie und insbesondere für das Dogma der Unbefleckten Empfängnis (conceptio immaculata) wurde von Giovanni Bellini auf dem Frari-Triptychon (datiert 1488) umgesetzt. Die thronende Maria wird auf den beiden Seitentafeln von den Heiligen Nikolaus und Petrus sowie Benedikt und Markus flankiert. Nikolaus drückt mit gesenktem Blick und geschlossenem Buch die Grundhaltung eines kontemplativen Lebens aus. Benedikt dagegen präsentiert dem Betrachter die bei Sir 24 aufgeschlagene Bibel. Sie kontrastiert wirkungsvoll mit seiner schwarzen Ordenskleidung und wird durch Bellinis Lichtführung „spotlightartig“ hervorgehoben: „Mit jährer Kopfwendung … nimmt der Ordensgründer den Betrachter ins Visier, wie um diesen anhand des Liber Ecclesiasticus von der Gültigkeit der conceptio immaculata zu überzeugen.“
Von der Selbstbezeichnung der Weisheit als „Mutter der schönen Liebe“ leitet sich die Anrufung Mariens unter diesem Titel in der Lauretanischen Litanei ab. Es ist ein Textzuwachs der G-II-Version:

„Ich bin die Mutter der schönen Liebe und der Furcht und der Erkenntnis und der heiligen Hoffnung, ich aber gebe mit allen meinen Kindern stetiges Werden denen, die von ihm benannt sind.“

Zum ursprünglichen Text der Lauretanischen Litanei gehörte diese Anrufung nicht, sie findet sich erstmals in einer Reimlitanei zweier Züricher Handschriften des 15. Jahrhunderts. „Theologisch gesehen ist die Anrufung ‚Mutter der Schönen Liebe‘ eine synonyme Aussage für ‚Braut des Heiligen Geistes.‘“
Da die kirchenamtliche katholische Einheitsübersetzung von 1980 der Mischtext-Option folgte, wurde dieser Vers trotz seiner Bedeutung für die Liturgie nur in einer Fußnote gebracht. Die revidierte Einheitsübersetzung (2016) legte, wie auch die revidierte Lutherbibel (2017) und Zürcher Bibel (Apokryphen 2019) die Septuaginta-Texttradition zugrunde; folglich kehrte der Vers Sir 24,18  in den Haupttext zurück.
Das Gnadenbild Maria, Mutter der Schönen Liebe in Wessobrunn ist ein von Innozenz Metz geschaffenes Andachtsbild des frühen 18. Jahrhunderts, das Maria mit Blütenkranz auf dem Haupt als Braut des Heiligen Geistes zeigt. Es wurde in mehreren Madonnenbildern Südbayerns übernommen.

### Argumentieren mit Sirach in der Reformationszeit
Martin Luther stellte mit Berufung auf den Kirchenlehrer Hieronymus den Grundsatz auf, dass dogmatische Sätze nicht aus den Apokryphen begründet werden könnten. Dazu zählte er auch das Sirachbuch. Ebenso entschieden die Schweizer Reformatoren, die Argumentation war die gleiche. Bei Sirach waren vor allem folgende Sätze für die Fragestellungen der Reformationszeit interessant:

„Er selbst machte am Anfang den Menschen und ließ ihn in der Hand seines (eigenen) Willens. Wenn du willst, wirst du die Gebote bewahren … Er stellte dir Feuer und Wasser zur Verfügung; wonach du willst, wirst du deine Hand ausstrecken. Vor dem Menschen (stehen) das Leben und der Tod, und das, woran er Gefallen findet, wird ihm gegeben werden.“

Erasmus von Rotterdam stellte Sir 15,14 programmatisch an den Anfang seiner Schrift über die menschliche Willensfreiheit (De libero arbitrio). Luther versuchte mit der Entgegnung in De servo arbitrio, Erasmus das Sirachzitat zu entwinden und so zu interpretieren, dass es sich nicht auf den freien Willen bezog, sondern auf den Herrschaftsauftrag des Menschen über die Erde (Dominium terrae). Das war aber nicht überzeugend. Erasmus und andere Gegner Luthers (Johannes Cochläus, Johannes Eck und Alfonso de Castro) hatten in Ben Sira einen Verbündeten gegen Luthers Lehre vom unfreien Willen gefunden. Sein Werk für apokryph zu halten, heißt, dieses Argument der altgläubigen Seite radikal zu entwerten: man kann sich noch damit befassen, muss es aber nicht tun:

„Dann führen die Widersacher auch das Buch Sirach an, von dem man doch weiß, daß es von zweifelhafter Autorität (dubiae autoritatis) ist. Nun, wir wollen es nicht gleich zurückweisen (repudiare), was uns mit Fug und Recht zu tun freistehen würde.“

Bei der Formulierung „von zweifelhafter Autorität“ klingt an, dass Calvin, wie es seit der Alten Kirche gelegentlich geschah, König Salomo für den Verfasser des Sirachbuchs hielt. Dann kamen ihm zunehmend Bedenken, und schließlich lehnte er die salomonische Verfasserschaft ab. In Anknüpfung an Hieronymus und ebenso wie Luther rechnete Calvin Jesus Sirach unter die Apokryphen. Trotzdem schätzte Calvin das Sirachbuch und hielt die von den Gegnern angeführte Sirachstelle nicht einfach für falsch, sondern für interpretationsbedürftig. Die Interpretation einer unklaren Stelle in den Apokryphen aber erfolgte anhand der klaren biblischen Aussagen (das „unzweifelhafte Wort Gottes“).

### Kanonisierung durch das Konzil von Trient
Das Konzil von Trient (1546) erkannte das Sirachbuch unzweideutig als Heilige Schrift an, während es in den aus der Reformation hervorgegangenen Kirchen als apokryph gilt und die orthodoxen Kirchen in dieser Frage keine gemeinsame, klare Position einnehmen. In Abgrenzung zu den Reformatoren stellten die Konzilsväter die Definition des Kanons an die Spitze aller Konzilsbeschlüsse und lehnten jeden Rangunterschied zwischen proto- und deuterokanonischen Büchern ab. Aber die römisch-katholische Kirche legte sich, so Maurice Gilbert, nicht fest, in welcher Sprache, oder in welchem Textumfang das Sirachbuch kanonisch sei. Einerseits habe sich das Konzil auf die Vulgata bezogen (Übersetzung der G-II-Version), andererseits sei der Papst um ein korrektes Exemplar der Septuaginta aus seiner Bibliothek gebeten worden. Für diesen Zweck sei der Codex Vaticanus ausgewählt worden – bis heute ein hervorragender Zeuge für den griechischen Kurztext, die G-I-Version.

### Jesus Sirach in der Lutherbibel
„Es ist ein nützlich Buch für den gemeinen Mann; denn auch all sein Fleiß ist, daß er einen Bürger oder Hausvater gottesfürchtig, fromm und klug mache, wie er sich gegen Gott, Gottes Wort, Priester, Eltern, Weib, Kinder, eigenen Leib, Knechte, Güter, Nachbarn, Freunde, Feinde, Obrigkeit und jedermann verhalten soll; sodaß man’s wohl könnte nennen ein Buch von der Hauszucht …“

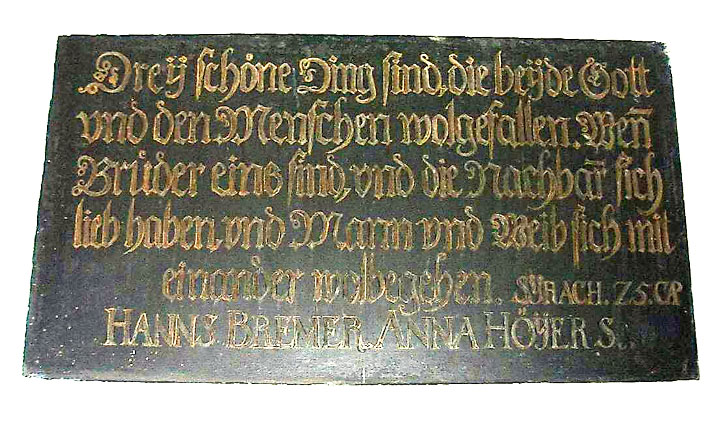
als Hausinschrift (Stockholm, Stortorget Nr. 3, 1640er Jahre)

Martin Luther übersetzte das Sirachbuch gemeinsam mit Philipp Melanchthon und Caspar Cruciger. Die drei Wittenberger Übersetzer legten die lateinische Vulgata, abschnittsweise aber auch die griechische Septuaginta zugrunde, ohne dass transparent wäre, nach welchen Kriterien dies geschah. In der Nummerierung der Kapitel und Verse ging die Lutherbibel daher eigene Wege, so dass es schwer war, darin einen Text wiederzufinden, der nach einer nicht-lutherischen Version des Sirachbuchs zitiert wurde. Bereits vor der Fertigstellung der gesamten Lutherbibel erschien das Sirachbuch als Separatdruck. Dieser verkaufte sich gut. Zwölf Auflagen in Wittenberg von 1533 bis 1545 deuten auf die Beliebtheit der Schrift. Sie diente „auch als Fibel für den Elementarunterricht, und zwar nicht nur im Deutschen, sondern – in griechischer und lateinischer Fassung – sogar für den Unterricht in diesen beiden antiken Sprachen.“
Komponisten des 17. Jahrhunderts wie Michael Praetorius, Samuel Scheidt, Johann Hermann Schein, Johann Stobäus, Heinrich Schütz und Johann Pachelbel legten den Text von Sir 50,22–24  ihren mehrstimmigen Vertonungen zu Grunde. Dazu wurden sie möglicherweise durch die Schilderung der Jerusalemer Tempelmusik im gleichen Kapitel des Sirachbuchs angeregt. Zwei Choräle über diesen Bibeltext sind in modernen Gesangbüchern enthalten:
- Nun danket alle Gott (Martin Rinckart),
- Nun danket all und bringet Ehr (Paul Gerhardt).

### Alltagskultur
Das Schweizerische Idiotikon enthält zu Sirach die Redewendungen i Sirach cho, im Sirach sī „in Streit geraten“. Das Verb sirache meint „schimpfen, fluchen, toben.“ Dabei rät Jesus Sirach mehrfach dazu, Streit aus dem Wege zu gehen. „Offenbar wurden die Weisheiten im Buch Jesus Sirach und vor allem die Warnung vor Streit so häufig gepredigt, dass sich der Name Sirach verselbständigt hat und seither stellvertretend für Zank verwendet werden kann.“
Im Raum der anglikanischen Kirche wird das Kapitel Sir 44 traditionell bei nationalen Stiftergedenkfeiern, jährlichen Institutionsfesten und ähnlichen Anlässen vorgetragen. Insbesondere die Eröffnungssätze haben daher im Wortlaut der King-James-Bibel in der Alltagskultur eine gewisse Bedeutung.

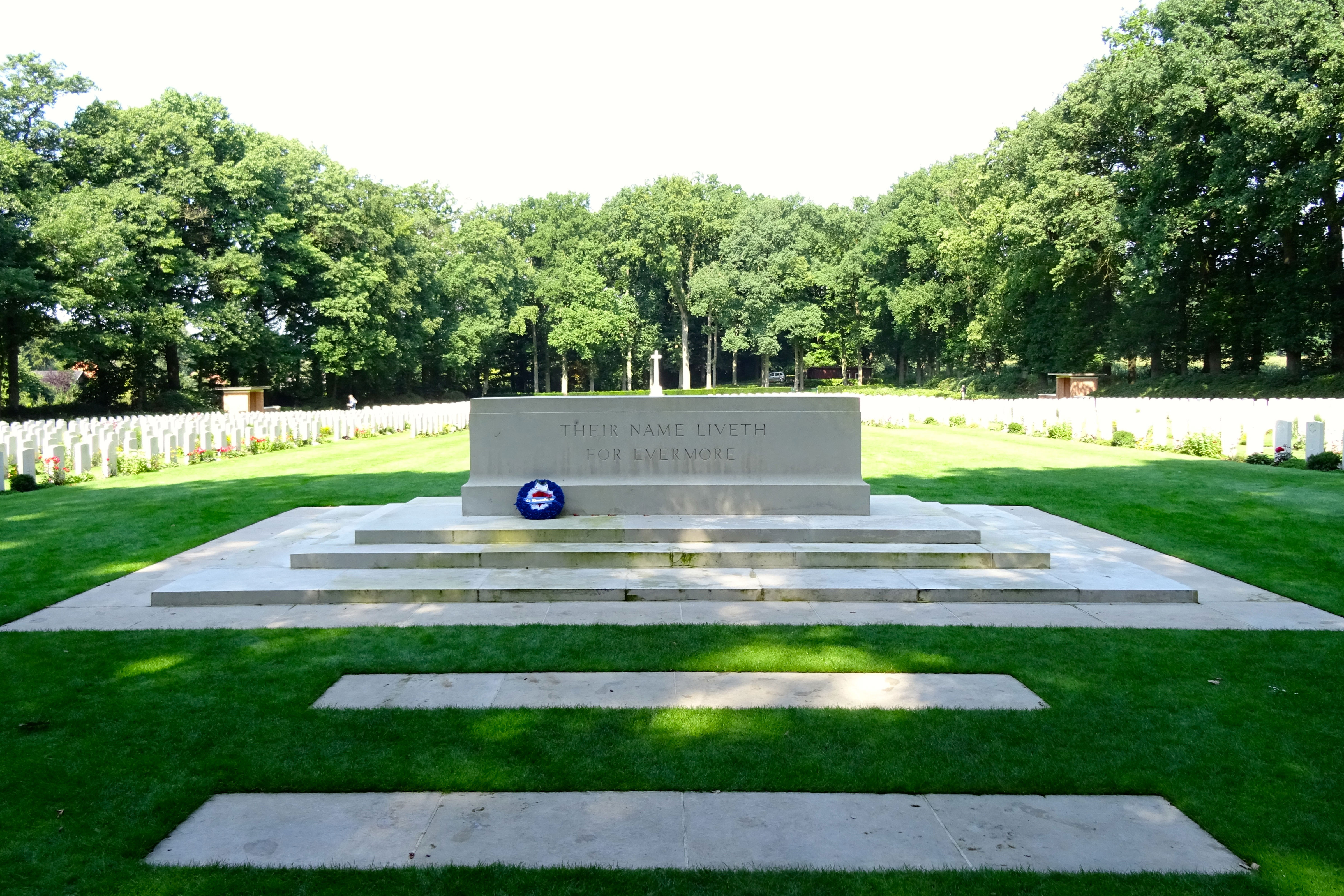
, Airborne War Cemetery, Oosterbeek

- Let Us Now Praise Famous Men (Sir 44,1a EU) ist der Titel eines Buches von James Agee mit Fotografien von Walker Evans, das das Leben verarmter Farmer während der Great Depression zum Thema hat.
- Dass das Zitat aus Sir 44,14 EU Their Name Liveth for Evermore als Inschrift auf britischen Kriegsgräberstätten zu lesen ist, geht auf einen Vorschlag von Rudyard Kipling zurück, der 1917 der Imperial War Graves Commission beitrat.[161] Vor dem Gedenkstein mit dem gleichlautenden Schriftzug auf dem britischen Kriegerfriedhof Oosterbeek bei Arnhem entstand im August 1960 eine bekannte Fotografie der Beatles. Der Abstecher nach Oosterbeek auf der Fahrt nach Hamburg zeigt, dass die Bandmitglieder durch ihre Familiengeschichte noch stark unter dem Eindruck des Zweiten Weltkriegs standen.[162]

### Textausgaben
- Pancratius C. Beentjes: The Book of Ben Sira in Hebrew. A Text Edition of all Extant Hebrew Manuscripts and a Synopsis of all Parallel Hebrew Ben Sira Texts (= Vetus Testamentum, Supplements. Band 68). Brill, Leiden 1997, ISBN 90-04-10767-3.
- Alfred Rahlfs, Robert Hanhart: Septuaginta: Id Est Vetus Testamentum Graece Iuxta LXX Interpretes. Deutsche Bibelgesellschaft, Stuttgart 2006, ISBN 3-438-05119-2.
- Renate Egger-Wenzel: A Polyglot Edition of the Book of Ben Sira with a Synopsis of the Hebrew Manuscripts (= Biblical Exegesis & Theology. Band 101). Peeters, Leuven 2022, ISBN 978-90-429-4365-0.
- Joseph Ziegler: Sapientia Iesu Filii Sirach. (= Septuaginta: Vetus Testamentum Graecum. Band 12/2). 3. Auflage. Vandenhoeck & Ruprecht, Göttingen 2016, ISBN 978-3-525-53419-9.
- Wolfgang Kraus, Martin Karrer (Hrsg.): Septuaginta Deutsch. Das griechische Alte Testament in deutscher Übersetzung. Deutsche Bibelgesellschaft, Stuttgart 2009, ISBN 978-3-438-05122-6. (Wissenschaftliche Übersetzung des Sirachbuchs durch Eve-Marie Becker (Prolog, Sir 1–23 und 51) und Michael Reitemeyer (Sir 24–50). Auch offensichtliche Fehler im griechischen Text wurden nicht nach den hebräischen Fragmenten bzw. den alten Übersetzungen verbessert, sondern sie wurden in die deutsche Übersetzung übernommen; eine Fußnote stellt die entsprechenden Informationen bereit.[163])
- Jakob Steinhardt: Neun Holzschnitte zu ausgewählten Versen aus dem Buche Jeschu ben Elieser ben Sirah. Einleitung Arnold Zweig. Soncino-Gesellschaft der Freunde des jüdischen Buches. Aldus Druck, Berlin, 1929

### Hilfsmittel
- Dominique Barthelémy, Otto Rickenbacher: Konkordanz zum hebräischen Sirach: Mit syrisch-hebräischem Index. Vandenhoeck & Ruprecht, Göttingen 1973, ISBN 3-525-53536-8.
- Friedrich Vinzenz Reiterer: Zählsynopse zum Buch Ben Sira. Erstellt unter Mitarbeit von Renate Egger-Wenzel, Ingrid Krammer, Petra Ritter-Müller und Lutz Schrader. Walter de Gruyter, Berlin/New York 2003, ISBN 3-11-017520-7.

### Überblicksdarstellungen
- Maurice Gilbert: Jesus Sirach. In: Reallexikon für Antike und Christentum. Band 17, Anton Hiersemann Verlag, Stuttgart 1995, S. 878–906.
- Johannes Marböck: Das Buch Jesus Sirach. In: Christian Frevel (Hrsg.): Einleitung in das Alte Testament. 9., aktualisierte Auflage. Kohlhammer, Stuttgart 2016, ISBN 978-3-17-030351-5, S. 502–512.
- Johannes Marböck: Sirach / Sirachbuch. In: Theologische Realenzyklopädie. Band 31, Walter de Gruyter, Berlin/New York 2000, ISBN 3-11-016657-7, S. 307–317.
- Frank Ueberschaer: Sophia Sirach / Ben Sira / Das Buch Jesus Sirach. In: Siegfried Kreuzer (Hrsg.): Handbuch zur Septuaginta / Handbook of the Septuagint LXX.H. Band 1. Gütersloher Verlagshaus, Gütersloh 2016, ISBN 978-3-579-08100-7, S. 437–455.
- Markus Witte: Jesus Sirach (Ben Sira). In: Jan Christian Gertz (Hrsg.): Grundinformation Altes Testament. 6., überarbeitete und erweiterte Auflage. Vandenhoeck & Ruprecht, Göttingen 2019, ISBN 978-3-8252-5086-7, S. 555–567.

### Kommentare
- Johannes Marböck: Jesus Sirach 1–23 (= Herders Theologischer Kommentar zum Alten Testament). Herder, Freiburg/Basel/Wien 2010, ISBN 978-3-451-26832-8.
- Georg Sauer: Jesus Sirach/Ben Sira (= Das Alte Testament Deutsch. Apokryphen. Band 1). Vandenhoeck & Ruprecht, Göttingen 2000, ISBN 3-525-51401-8.
- Josef Schreiner: Jesus Sirach 1–24 (= Neue Echter Bibel. Altes Testament. Band 38). Echter Verlag, Würzburg 2002, ISBN 3-429-02355-6.
- Burkard M. Zapff: Jesus Sirach 25–51 (= Neue Echter Bibel. Altes Testament. Band 39). Echter Verlag, Würzburg 2010, ISBN 978-3-429-02358-4.

### Monographien, Sammelbände, Zeitschriftenartikel
- Lindsey A. Askin: Scribal culture in Ben Sira (= Supplements to the Journal for the study of Judaism. Band 184). Brill, Leiden/Boston 2018, ISBN 978-90-04-37285-6 (core.ac.uk [PDF; 2,6 MB]).
- Pancratius C. Beentjes (Hrsg.): The Book of Ben Sira in Modern Research. Proceedings of the First International Ben Sira Conference, 28-31 July 1996 Soesterberg, Netherlands (= Beihefte zur Zeitschrift für die alttestamentliche Wissenschaft. Band 255). Walter de Gruyter, Berlin/New York 1997, ISBN 3-11-015673-3.
- Maurice Gilbert: Methodological and hermeneutical trends in modern exegesis on the Book of Ben Sira. In: Angelo Passaro, Giuseppe Bellia (Hrsg.): The Wisdom of Ben Sira: Studies on Tradition, Redaction, and Theology (= Deuterocanonical and Cognate Literature Studies. Band 1). Walter de Gruyter, Berlin/New York 2008, ISBN 978-3-11-019499-9, S. 1–17.
- Matthew J. Goff: Hellenistic Instruction in Palestine and Egypt: Ben Sira and Papyrus Insinger. In: Journal for the Study of Judaism. 33/2 (Januar 2005), S. 147–172 (academia.edu [mit PDF-Link]).
- Richard A. Horsley: Scribes, Visionaries, and the Politics of Second Temple Judea. Westminster John Knox Press, Louisville London 2007, ISBN 978-0-664-22991-7.
- Jenny R. Labendz: The Book of Ben Sira in Rabbinic Literature. In: AJS Review. 30/2 (November 2006), S. 347–392 (academia.edu [mit PDF-Link])
- Friedrich Vinzenz Reiterer: Text und Buch Ben Sira in Tradition und Forschung. Eine Einführung. In: Friedrich Vinzenz Reiterer, Nuria Calduch-Benages (Hrsg.): Bibliographie zu Ben Sira (= Beihefte zur Zeitschrift für die alttestamentliche Wissenschaft. Band 266). Walter de Gruyter, Berlin/New York 1998, ISBN 3-11-016136-2, S. 1–42.
- Gerhard Karner, Frank Ueberschaer, Burkard M. Zapff (Hrsg.): Texts and Contexts of the Book of Sirach / Texte und Kontexte des Sirachbuches. SBL Press, Atlanta 2017, ISBN 978-1-62837-182-6.
- Johannes Marböck: Weisheit im Wandel: Untersuchungen zur Weisheitstheologie bei Ben Sira (= Beihefte zur Zeitschrift für die alttestamentliche Wissenschaft. Band 272). Walter de Gruyter, Berlin/New York 1999, ISBN 3-11-016375-6.
- Georg Sauer: Studien zu Ben Sira. Redigiert und mit einem Vorwort versehen von Siegfried Kreuzer. Walter de Gruyter, Berlin/Boston 2013, ISBN 978-3-11-030032-1.
- Helge Stadelmann: Ben Sira als Schriftgelehrter. Eine Untersuchung zum Berufsbild des vor-makkabäischen Sofer unter Berücksichtigung seines Verhältnisses zu Priester-, Propheten- und Weisheitslehrertum. Mohr Siebeck, Tübingen 1980, ISBN 3-16-143511-7.
- Frank Ueberschaer: Weisheit aus der Begegnung: Bildung nach dem Buch Ben Sira. Walter de Gruyter, Berlin/New York 2007, ISBN 978-3-11-020064-5.
- Werner Urbanz: „Für alle, die Bildung suchen“ (Sir 33,18). Aspekte frühjüdischer Bildung im Buch Jesus Sirach. In: Beatrice Wyss et al. (Hrsg.): Sophisten in Hellenismus und Kaiserzeit. Orte, Methoden und Personen der Bildungsvermittlung. Mohr Siebeck, Tübingen 2017, ISBN 978-3-16-154591-7, S. 99–122 (academia.edu [mit PDF-Link])
- Christian Wagner: Die Septuaginta-Hapaxlegomena im Buch Jesus Sirach. Untersuchungen zu Wortwahl und Wortbildung unter besonderer Berücksichtigung des textkritischen und übersetzungstechnischen Aspekts (= Beihefte zur Zeitschrift für die alttestamentliche Wissenschaft. Band 266). Walter de Gruyter, Berlin/New York 1999, ISBN 3-11-080045-4 (Reprint 2012).
- Markus Witte: Texte und Kontexte des Sirachbuchs: gesammelte Studien zu Ben Sira und zur frühjüdischen Weisheit. Mohr Siebeck, Tübingen 2015, ISBN 978-3-16-153905-3.
- Bonifatia Gesche, Christian Lustig, Gabriel Rabo (hrsg), Theology and Anthropology in the Book of Sirach (= Septuagint and Cognate Studies, Band 73). SBL Press, Atlanta 2020, ISBN 978-0-88414-423-6.